# ハナタレナックス
『ハナタレナックス』（HANATARE NACS）は、2003年1月31日より毎週金曜0:15 - 0:45（木曜深夜、以下いずれもJST）に放送されている、北海道テレビ放送（HTB）制作のローカル深夜バラエティ番組。TEAM NACS（チーム・ナックス）の冠番組でもある。
開始当初は金曜深夜での放送であったが、その後幾度かの時間帯変更を経て現在の時間となった。詳しくは放送時間の節を参照。

## 概要
2000年から2002年まで同局にて制作・放送されていたバラエティ番組『いばらのもり』をリニューアルする形でスタートした。開始当時のプロデューサーの福屋渉曰く、タイトルにもある「ハナタレ」には「洟垂れ小僧」という意味のほかにも、「光が放たれる」や「華のあるタレント」という意味も込められている。
現在、TEAM NACS全員が揃う、唯一のレギュラー番組で、ロケは月1回行われている。番組エグゼクティブ・プロデューサーである杉山順一は、月1回のロケは「人間関係がうまくいかない時期も集まらないといけない。NACSが続いていく上でいい機会になっている」と述べている。
前身である「いばらのもり」などと同様に、北海道を拠点に活動している演劇ユニットのTEAM NACSが出演。番組開始当初は、メンバー5人が交代で自ら発案した対決企画などを放送。企画者が司会を務め、他の4人と共にそれに挑戦。大方の企画ではメンバーが何らかのキャラクターに扮して企画に取り組むというのが主な内容であった。また2003年9月には鈴井貴之監督作品でメンバーが全員が出演している映画『river』の宣伝を生放送で、2004年3月には『ミュージックステーション』に出演した大泉洋の密着VTRも放送されたことがある。
その後2008年3月頃からは、吉田理恵を始めHTBアナウンサーが司会進行を務め、メンバー達もキャラクターの設定なしで企画に挑む形になった。さらに2008年6月からは「北海道の笑顔プロジェクト」という企画がスタート（詳細は後述）。時折他の企画を挿みつつ、2019年6月に完結するまで実に11年にもおよぶ長期企画となった。
2018年5月9日からは再放送も実施されるようになった。再放送時間は当初毎週木曜0:55 - 1:25（水曜深夜）、後に2019年8月からは毎週日曜15:50 - 16:20となり、2021年4月からは毎週日曜 16:25 - 16:55（各種特番による休止あり）となり、2023年11月からは毎週月曜0:55 - 1:25（日曜深夜）に変更された。また再放送される放送分も、水曜深夜の頃は前週のものであったが、日曜夕方及び深夜での放送となってからは再放送開始以前の放送分からもセレクトされるようになっている。
同じHTB制作のほかのローカルバラエティ（『水曜どうでしょう』、『ドラバラ鈴井の巣』、『おにぎりあたためますか』など）とは異なり、CS放送を含む他地域の放送局への番組販売やネット配信はされておらず、北海道以外の地域で本番組がテレビ放送で視聴できるのは、HTBの電波が届いている青森県の一部地域のみに限られている。これについて、番組公式サイトのFAQでは北海道限定だからこそ出せるテイストを重視しており、当面全国放送の予定はないとしている。レギュラー放送に関しては2021年現在もこのスタンスを通している一方、2015年からは特別番組という形で全国放送版も制作しており、2019年までは毎年2月上旬にテレビ朝日系列で放送されていた。2020年以降の放送に関しては告知がされていない。
また、2019年6月10日と2020年12月9日には北海道ローカルでゴールデンタイムに特別番組を放送。2020年の特番は2021年1月17日13:00 - 14:00にBS朝日で全国放送された。
2021年4月3日より、企画「北海道の笑顔プロジェクト」の再編集及びHDリマスターを施した『ハナタレナックス選集-ANTHOLOGY- 北海道の笑顔プロジェクト 2008-2018』が、毎週土曜16:00 - 16:30にHTBで放送、HTB動画配信サイト「HTB北海道onデマンド」で配信される。後に放送時間は2023年11月より毎週日曜 16:25 - 16:55（以前は前述のとおりハナタレナックスの再放送が放送されていた時間）へ変更された（各種特番による休止あり）。
金曜深夜放送だった頃、テレビ朝日が月に一度のペースで制作している討論番組『朝まで生テレビ!』をネットしていたため、その週は本番組を休止していた。そのため、約2か月遅れて放送開始した『おにぎりあたためますか』（毎週火曜日深夜放送）よりも通算放送回数が少なくなっている。

## 出演者
- TEAM NACS[11]
  - 森崎博之[12] - テロップの色は■深緑色。（2008年までは■緑色。）
  - 安田顕 - テロップの色は■朱色。（2008年までは■赤色。）
  - 戸次重幸[13] - テロップの色は■濃い青色。（2008年までは■青紫色。）
  - 大泉洋 - テロップの色は■暗い水色。（2008年までは■淡い青色。）
  - 音尾琢真 - テロップの色は■黄色味のあるオレンジ。（2008年までは■オレンジ。）

2005年5月に放送された大泉企画において、姓名判断のコーナーで森崎は『湯けむり殺人』、安田は『鼻先人参』、戸次（当時は佐藤）は『ここ掘れ佐藤』、音尾は『おっとー星人』、大泉は『丸出しポン』、TEAM NACSは『爆発五郎』と改名を提案され、企画で負けた音尾と森崎は番組内で実際にその芸名を使わされ、漫才コンビ『TEAM爆発五郎』として2か月に渡って活動することとなった。

### 進行役
いずれもHTBアナウンサー。テロップの色は、五十幡以外の男性は■青、女性は■ピンク。
- 森さやか - 不定期で番組ナレーションも担当[14]。
- 依田英将
- 五十幡裕介 - テロップの色は■緑。
- 菊地友弘
- 大野恵
- 室岡里美
- 福永裕梨 - 不定期で番組ナレーションも担当[14]。
- 田口彩夏
- 森唯菜
- 土屋まり
- 福地妃菜美

上記以外のHTBのアナウンサーの他、企画によってはHTBアナウンサーではないタレント等が進行役を担当することもある。

#### 過去の進行役
いずれも当時HTBアナウンサー。
- 吉田理恵
- 村上亜希子
- 小野優子
- 柳田知秀 - アナウンス部から異動後の2021年5月の「容疑者を吐かせろ!! 言わせる刑事」では、勤務している関西支社から容疑者役でリモートで出演した。
- 石沢綾子 - 全国特番の企画の時に進行役を務めることが多かった。
- 高橋春花
- 福田太郎
- 谷口直樹 - 現在は番組ナレーションのみ担当[14]。

## 主な企画

### 現在も行われている主な企画
ハナタレ美食ツアー　（旧：〜さぶをよむ〜、〜ほらとふく〜）
2008年10月より始まった企画。高級飲食店の厳選メニューをかけ、1つのメニューにつき1問出題されるクイズに答える。ただし5人ともクイズに正解しないと、全員が食べられない連帯責任のルールが取られており、クリアできなかった場合料理は没収されてしまう（スタッフ及び司会進行のアナウンサーによって食べられる）。
サブタイトルに使われていた「さぶをよむ」及び「ほらとふく」は企画内での誤答に由来する。共に慣用句を一人ひらがな一文字ずつ回答するクイズにて、前者は「法螺を吹く」という出題で戸次重幸が「を」と答えるところを「と」と、後者は「鯖を読む」という出題で安田顕が「ば」と答えるところを「ぶ」と、それぞれ誤答している。
本番組では冒頭で「体はオッサン、心は中学生のTEAM NACS」という紹介文が入ることがままあるが、本コーナーに限り、「心は中学生」の後に「そして、頭脳は小学生」というフレーズが追加されることもある。次第にルールが緩くなってきている。
2023年2月は、没収された場合、進行の室岡アナとスタッフ4人ではなくアンジェラ佐藤が1人で食べるというルールで行われた。
ハナタレ一問一答
メンバー5名が居酒屋に集まり、街頭インタビューで寄せられた一般人からのメンバーへの質問VTRに呑みながら答える。2012年6月より年1回の頻度で行われており、2017年には全国放送特番のPRを兼ねて、東京の居酒屋「しれとこ」にて撮影が行われた。新型コロナウイルスの流行により、2019年を最後に行われていなかったが、2023年に4年ぶりに行われ、質問VTRには大黒摩季、錦鯉、GLAY、ドン川上が出演した。
ハナタレKING OF RAMEN
2014年2月よりスタート。ラーメン激戦区・札幌の各区ごとに番組リサーチで厳選したラーメン店数軒をメンバーが訪れ、5人が自らの好みで最も美味しいラーメンを選び抜く企画。
カレンダー企画
2015年3月よりスタート。メンバーが人文字・ヨガ・コンテンポラリーダンス・神のお告げなどをテーマとして写真を撮影する様子を放映。写真を元に、カレンダーが販売される。2021年までに、4回発売されている。
おもちゃの時間
2018年7月よりスタート。メンバーがボードゲームを中心としたおもちゃで遊び、順位を競う。優勝者は、プレゼントが貰える。
誕生祭企画
2023年5月よりスタート。各メンバーの誕生日に合わせ、そのメンバーに関するクイズを出題。他の4人が解答し、正答数に応じて誕生日を迎えたメンバーにプレゼントが貰える。

### 過去に行われていた主な企画

#### 企画
ハナタレ部屋
2005年10月13日放送分より始まった、メンバーが集まって行うトークコーナー。部屋にはメンバーが持ち寄った私物が飾られており、開始当初は基本的に近況報告と、視聴者からのお便りに合わせてトークを進めていた。奥田民生や堂本光一、岸谷五朗、寺脇康文、常盤貴子、原田知世など映画、イベント等の告知を兼ねた全国区のタレントがゲストとして登場する週もあり、2008年頃から5人揃ってのロケが難しい時は、ゲストを招いたトークをすることもある。近年では「北海道の笑顔プロジェクト」等のVTRを見る際に使用されたり、DVD発売発表などの時に使用されるのが殆どとなっている。
他の仕事等で不在時には、代わりに各メンバーの代表キャラのマペット（人形）が置かれている。各メンバーのマペットのキャラクターは以下の通り。
- 森崎博之:かお刑事
- 安田顕:マッドサイエンティスト安田
- 戸次重幸:シゲっくん
- 大泉洋:キャプテン大泉
- 音尾琢真:鬼コーチ音尾

放送開始当初からハナタレ部屋ができるまでの間は、主に真っ白な背景に椅子とテーブルだけのシンプルなセットを使用していた。HTB新社屋完成後、特にコロナウイルスの流行後（3密を避けるため）は、第2スタジオ（まれに第1スタジオ）を使った収録も多くなった。
沖縄ロケ企画
2003年の番組開始当初より、年に1回メンバー全員による沖縄ロケ企画が放映されていた。企画内容は上記の定期的に行われている物もあれば、沖縄でしか行われない物もある。
当初は大泉がMCを務めていたが、2009年からは沖縄在住のローカルタレントがMCを務めている。ロケが行われる期間も当初は1 - 2月であったが、2013年は大人の事情で5月に順延され、2014年は番組500回記念に合わせる形で3月末に行われた。また2015年以降は全国放送のロケがあり行われておらず、代替として2015年10月には福岡ロケ、2016年は東京ロケが放送されている。
沖縄ロケでは泊まり掛けとなり、必然的に5人のスケジュールが押さえられてしまう都合上、その前後に撮影されるドラマや舞台に出演できなかったり途中降板するなど、メンバーの他の仕事にも少なからず影響が出ていることが番組中でも度々触れられている。
ハナタレ伝説バトル
2008年から2012年までに計6回行われた、メンバー5人の連帯責任によるチャレンジ企画。ボウリングやバッティングなどに5人で挑戦し、定められた条件のクリア（伝説達成）を目指す。クリア出来なかった場合、5人全員で罰ゲームをしなければならない。
ハナタレ24（トゥエンティ・フォー）
2009年9月から12月までに計4回行われた「24 -TWENTY FOUR-」のパロディ企画。人質（ジャックバ・ウワー）となったメンバーの一人を救出するため、残りの4人が2チームに分かれて、制限時間24分以内に与えられたミッションのクリアを目指す。ミッションをクリアできなかった場合、人質の頭上に膨らんだ風船が割れ、中に入った水が落下する。いずれもクリアできずに終わっている。
チームナックス観察バラエティー　ちょいのり
2010年から始まった企画。番組からメンバーに「ハナタレワゴン」というワゴン車と、お小遣い（3万→4万→約10万と、回を追うごとに高額になっている）が与えられ、それらを使って自由に遊んで良いという慰安企画であり、企画名の通り「遊んでいるナックスを観察する」のが目的である。名称やロゴの雰囲気こそ「あいのり」のパロディである。
ルールとして、「行先はメンバー5人で相談して決めること」、「行先での撮影交渉は自分達で行うこと」、「移動はハナタレワゴンで行うこと」、「支出は全てお小遣いから捻出し、さらに視聴者プレゼントも購入すること」、「制限時間は5時間で、制限時間を過ぎるかお小遣いを使い切った時点で強制的に企画終了」等があるが、それ以外のことについては概ね自由となっている。
第3回までは全て札幌市を中心とした旅であったが、2014年に行われた第4回では舞台が美瑛町となった。第4回では制限時間やお小遣い制のルールが撤廃され、さらに美瑛町の協力を得て番組側が特製の観光ガイドブックを作成したり、レクリエーションの手配を行うなどナックスの旅に協力的になったことで、より慰安企画の雰囲気が強くなった。17年には旭川にてそれぞれ実施された。
2013年に行われた第3回では、ロケ日が水曜どうでしょうの新企画・「初めてのアフリカ」の出発日と重なったために大泉は途中退場させられ、さらに音尾が急性胃腸炎の治療のために離脱したため、ほぼ森崎・安田・戸次の3人旅となったこともある。
ハナタレ看板ラリー
2013年9月よりスタート。札幌市内に存在する、変わったデザインの看板やオブジェを制限時間内に探し出し、記念写真を撮るという企画。
初めに目的地の候補となる写真が数枚用意され、その中からババ抜きの要領で1枚を選び、そこに写っている看板が目的地となる。ヒントとして看板が存在する行政区は明かされるが、それ以上の情報は一般人への聞き込みによって仕入れることとなる。メンバーは2台の車で2人と3人のチームに分かれ、手分けして捜索を行うことになるが、写真撮影をするには5人全員が目的地に揃わなければならず、制限時間のタイマーも全員集合するまで止められない。写真撮影が完了した後は残った候補から再度抽選を行い、次の目的地を決める。チーム間での連絡は支給された携帯電話で行い、道は地図帳を使って調べる（カーナビは使用禁止）。
2013年に行われた第1回では3ヶ所、2014年に行われた第2回では4ヶ所の看板を探すこととなった。制限時間は共に5時間。クリアのご褒美として豪華な打ち上げが用意されるが、失敗すると番組スタッフに宴の席を没収されてしまう。2016年からは全国放送特番にて本企画と同様な看板探し企画が行われており、2016年には札幌・十勝で2か所ずつで札幌では1か所につき2時間、十勝では1か所につき3時間以内の制限時間で、時間内の発見で1か所につき1万円の賞金が与えられた。2017年は1日目に羅臼町にて看板探しの1問目を3時間半の制限時間・看板娘探しの2問目を1時間の制限時間で、2日目は斜里町にて看板探し3・4問目をそれぞれ1時間の制限時間で実施、クリアのご褒美として木彫りのシマフクロウが進呈された。
北海道の笑顔プロジェクト
2008年6月よりスタート。メンバーが一人ずつランダムに決められた北海道の全市町村へ行き、地元の人たちとコミュニケーションを深めながら、デジタルカメラで笑顔や景色、絶品グルメの写真を撮影。撮影された写真を用い、最終的に巨大フォトモザイクを製作することが目的の、町おこしを兼ねた企画となっている。
同年初頭に放送された、出演者やアナウンサーが自分の「夢」を熱く語るという内容のHTB開局40周年記念CMにて、森崎が発表した「北海道に笑顔を！」という夢が企画の発端となっている。以下は5人が来訪した市町村。
| 1順目 - 15順目 |
| --- |
| - 1順目 - 森崎 岩内町/安田 ニセコ町/戸次 寿都町/大泉 愛別町/音尾 厚沢部町 - 2順目 - 森崎 浦臼町/安田 北広島市/戸次 平取町/大泉 歌志内市/音尾 小平町 - 3順目 - 森崎 比布町/安田 紋別市/戸次 石狩市/大泉 新ひだか町/音尾 赤平市 - 4順目 - 森崎 新篠津村/安田 苫小牧市/戸次 上富良野町/大泉 千歳市/音尾 美瑛町 - 5順目 - 森崎 富良野市・中富良野町・南富良野町/安田 恵庭市/戸次 士幌町・上士幌町/大泉 共和町・泊村/音尾 島牧村・せたな町 - 6順目 - 森崎 喜茂別町・京極町/安田 札幌市中央区/戸次 標津町・中標津町/大泉 当別町・月形町/音尾 猿払村・浜頓別町・中頓別町 - 7順目 - 森崎 本別町・池田町/安田 北見市/戸次 更別村・中札内村/大泉 室蘭市/音尾 網走市・大空町 - 8順目 - 森崎 旭川市・東神楽町/安田 札幌市厚別区・白石区/戸次 むかわ町・厚真町/大泉 長万部町・今金町/音尾 厚岸町・釧路町 - 9順目 - 森崎 白老町/安田 増毛町/戸次 森町・鹿部町/大泉 豊富町・幌延町/音尾 斜里町・羅臼町 - 10順目 - 森崎 積丹町・神恵内村/安田 苫前町・羽幌町/戸次 釧路市・白糠町/大泉 函館市/音尾 利尻町・利尻富士町・礼文町 - 11順目 - 森崎 夕張市・占冠村/安田 清里町・小清水町/戸次 江別市/大泉 札幌市南区/音尾 札幌市豊平区・清田区 - 12順目 - 森崎 登別市/安田 中川町・音威子府村/戸次 雨竜町・北竜町/大泉 天塩町・遠別町・初山別村/音尾 日高町・新冠町 - 13順目 - 森崎 置戸町・訓子府町/安田 長沼町・南幌町/戸次 余市町・古平町/大泉 福島町・松前町/音尾 乙部町・江差町・上ノ国町 - 14順目 - 森崎 上川町/安田 美唄市・奈井江町/戸次 美幌町・津別町/大泉 深川市・妹背牛町/音尾 根室市 - 15順目 - 森崎 鶴居村・標茶町/安田 仁木町・赤井川村/戸次 下川町・滝上町/大泉 留寿都村・真狩村/音尾 秩父別町・沼田町 |

| 16順目 - |
| --- |
| - 16順目 - 森崎 札幌市西区・手稲区/安田 陸別町・足寄町/戸次 帯広市/大泉 弟子屈町/音尾 枝幸町・雄武町 - 17順目 - 森崎 砂川市・上砂川町/安田 留萌市/戸次 幌加内町・和寒町/大泉 広尾町・大樹町/音尾 東川町 - 18順目 - 森崎 芦別市/安田 豊浦町・洞爺湖町/戸次 伊達市・壮瞥町/大泉 栗山町・由仁町/音尾 剣淵町・士別市 - 19順目 - 森崎 稚内市/安田 遠軽町/戸次 音更町・幕別町/大泉 岩見沢市/音尾 安平町 - 20順目 - 森崎 八雲町/安田 美深町・名寄市/戸次 滝川市・新十津川町/大泉 えりも町・様似町/音尾 三笠市 - 21順目 - 森崎 小樽市/安田 倶知安町/戸次 札幌市北区・東区/大泉 浦幌町・豊頃町/音尾 鷹栖町・当麻町 - 22順目 - 森崎 興部町・西興部村/安田 別海町・浜中町/戸次 清水町・芽室町/大泉 北斗市・七飯町/音尾 黒松内町・蘭越町 - 23順目 - 森崎 鹿追町/安田 佐呂間町・湧別町/戸次 新得町/大泉 浦河町/音尾 木古内町・知内町 - 5人全員で訪問 - 奥尻町 |

2019年6月10日（月）に放送された、番組初のゴールデンタイムでの1時間スペシャル「ハナタレナックスゴールデンSP 奥尻島5人旅～北海道の笑顔プロジェクト完結編～」（19:00 - 20:00）にて、11年に及んだ本企画も完結を迎えた。この1時間スペシャル版は平均視聴率16.1%、占拠率23.9%を記録し、番組自己最高視聴率（全国版を含む）を獲得する結果となった。
2021年には、TEAM NACSの5人の写真が浮かび上がる巨大フォトモザイクが完成。3月28日から、HTB本社1階エントランス「onちゃんテラス」で展示される。また、4月3日より、フォトモザイク完成とTEAM NACS結成25周年を記念し、本企画の再編集及びHDリマスターを施した『ハナタレナックス選集-ANTHOLOGY- 北海道の笑顔プロジェクト 2008-2018』が、毎週土曜16:00 - 16:30にHTBで放送、HTB動画配信サイト「HTB北海道onデマンド」で配信される。
オナラで名曲演奏
2013年・2017年に実施された。メンバーのオナラを一音ずつ録音し、それを繋げて曲にする企画。2013年は、ベートーヴェンの「運命」、2017年は、ドヴォルザークの「交響曲第9番 新世界より」に挑戦した。
おじさんといっしょ
2019年10月実施。 『おかあさんといっしょ』のパロディ企画。元たいそうのおにいさんの佐藤弘道がゲストで出演した。小澤ちひろによる番組オリジナルの「ハナタレたいそう」も披露された。
ハナタレソロ企画
2020年3月・2024年2月 〜 6月放送。「北海道の笑顔プロジェクト」の後継として、メンバーそれぞれが考えたやりたい事を行う。安田はかつてナビゲーターを担当していた『夢チカ18』の復活企画を行った。
ハナタレナックスSP ウポポイに隠された美しき宝を探せ!
2020年12月9日午後7時から北海道ローカルで放送され、2021年1月17日にはBS朝日で全国放送された。TEAM NACSがオフィシャルサポーターを務めるウポポイを宝探しをしながら巡った。「謎の声」として宇梶剛士が担当した。

#### 対決型企画・キャラクター
本節では主に2008年初頭まで行われていた、メンバー発案による対決型企画とキャラクターのうち主だったものを取り扱う。
■森崎博之
主に自然・人との触れ合いを主眼に置いた企画を行う事が多かった。
- ハナタレ警察24時シリーズ（かお刑事）
- ハナタレジャンボリーシリーズ（森崎隊長）
- 3年ひまわり組森八先生（森八先生）

■安田顕
主に頭脳・知力系の企画や、安田独特の世界観を持つ企画が多かった。
- 脳みそグリグリ記憶力バトル（マッドサイエンティスト安田）
- 特命係長安田顕（安田係長[19]）
- ハナタレクイズ選手権（クイズマスター安田）

■戸次重幸
主に芸術、もしくはグルメ系などのクリエイティブな企画が多かった。
- シゲっくんシリーズ（大食わせ選手権、シゲっくんカレンダーをつくろう）
- 芸術バトルシリーズ（ハンサム佐藤）
- グルメ戦隊ハナタレンジャー（ハナタレレッド）

■大泉洋
主に体を張ったり、芸人のようなリアクション芸がメインのバラエティ色が強い企画を行う事が多かった。
- ハヤシさんシリーズ（パークゴルフ選手権、視聴率獲得バトルなど）

放送当時、HTBに勤務していた社員であり、番組内にも何回かカメオ登場したこともある林亮一をモデルとしたキャラクター。モデルである林が昇進する度、肩書を表すアルファベットが以下の通り変更されている。
- ハヤシP - 登場当初、『おにぎりあたためますか』や、『ぽっぷこ〜んシネマ』のプロデューサーであったことに由来。
- ハヤシB - 編成部長に昇進したのに伴う変更。
- ハヤシK - 2005年11月に編成局長に昇進したのに伴う変更。
- ハヤシT - 2006年に入って取締役兼務となったのに伴う変更、2014年6月24日付で取締役は退任。
- ハヤシR - Rは「リタイア」の意で、2015年6月にHTBを定年退職したのに因んでの呼称。このハヤシRが登場した「ハヤシさん卒業記念特別企画」（2015年9 - 10月放送）では、モデルである林本人とも番組中で正式に共演している。

- ハナタレスクールウォーズ シリーズ（滝沢賢治）
- 沖縄バトルシリーズ（キャプテン大泉）

■音尾琢真
主にスポーツ・武道などの体育会系の企画が多かった。
- 運動会シリーズ（鬼コーチ音尾）
- アチョー拳伝承バトル（アチョーケンシロウ）

「クイズ音尾自身」（2006年3月放送）で取り上げられた、音尾が子供の頃に描いた漫画「アチョーの拳」を実写化したキャラクター。
- おかずササエさん（ササエさん）

厳密にはキャラクターではないが、初期のプレゼンテーション企画で、視聴者へのアピールタイムに必ず毒舌を披露していたこともあり、鬼コーチ音尾やアチョーケンシロウにもこの毒舌ぶりは引き継がれている。

## 放送リスト

### 放送時間
これまでの本放送時間の変遷は以下の通り。
- 土曜（金曜深夜）0:15 - 0:45（2003年1月31日（第1回） - 2003年6月27日放送分（第18回））
- 土曜（金曜深夜）0:10 - 0:40（2003年7月4日放送分（第19回） - 2005年10月7日放送分（第99回））
- 金曜（木曜深夜）0:15 - 0:45（2005年10月13日放送分（第100回） - 2018年9月27日放送分（第703回））
- 金曜（木曜深夜）0:20 - 0:50（2018年10月4日放送分（第704回） - 2019年9月26日放送分（第745回）)
- 金曜（木曜深夜）0:15 - 0:45（2019年10月3日放送分（第746回） - 現在）

### 2003年
| 第1回  | 音尾琢真 | おかずササエさん 第1夜                                                                                  | 1月31日  |
| 第2回  | 音尾琢真 | おかずササエさん 第2夜                                                                                  | 2月7日   |
| 第3回  | 安田顕   | 知力・体力 格闘クイズバトル 第1夜                                                                       | 2月14日  |
| 第4回  | 安田顕   | 知力・体力 格闘クイズバトル 第2夜                                                                       | 2月21日  |
| 第5回  | 戸次重幸 | ハンサム佐藤のラストシャッターチャンス 第1夜                                                            | 2月28日  |
| 第6回  | 戸次重幸 | ハンサム佐藤のラストシャッターチャンス 第2夜                                                            | 3月7日   |
| 第7回  | 大泉洋   | 南国リゾート満喫バトルSP 第1夜                                                                          | 3月28日  |
| 第8回  | 大泉洋   | 南国リゾート満喫バトルSP 第2夜 写真対決結果発表                                                         | 4月4日   |
| 第9回  | 大泉洋   | 南国リゾート満喫バトルSP 第3夜                                                                          | 4月11日  |
| 第10回 | 大泉洋   | 南国リゾート満喫バトルSP 第4夜                                                                          | 4月18日  |
| 第11回 | 森崎博之 | 3年ひまわり組森八先生 サブリーダー対決 第1夜                                                            | 4月25日  |
| 第12回 | 森崎博之 | 3年ひまわり組森八先生 サブリーダー対決 第2夜                                                            | 5月2日   |
| 第13回 | 音尾琢真 | サブリーダー対決罰ゲーム 音尾琢真・亮介の子守り二人旅 2003春 春の大運動会 スポーツマンNo1は誰だ!? 第1夜 | 5月9日   |
| 第14回 | 音尾琢真 | 春の大運動会 スポーツマンNo1は誰だ!? 第2夜                                                              | 5月30日  |
| 第15回 | 音尾琢真 | 春の大運動会 スポーツマンNo1は誰だ!? 第3夜                                                              | 6月6日   |
| 第16回 | 戸次重幸 | 初夏の味覚! 大喰わせ選手権 第1夜                                                                        | 6月13日  |
| 第17回 | 戸次重幸 | 初夏の味覚! 大喰わせ選手権 第2夜                                                                        | 6月20日  |
| 第18回 | 大泉洋   | CM制作バトル No1クリエイティブは誰だ!? 第1夜                                                            | 6月27日  |
| 第19回 | 大泉洋   | CM制作バトル No1クリエイティブは誰だ!? 第2夜                                                            | 7月4日   |
| 第20回 | 無し     | 大喰わせ選手権 罰ゲーム!! 安田顕 学校祭に潜入 キリンガラナCM制作バトル 結果発表                         | 8月1日   |
| 第21回 | 安田顕   | 生霊安田の心霊写真対決 第1夜                                                                            | 8月8日   |
| 第22回 | 安田顕   | 生霊安田の心霊写真対決 第2夜                                                                            | 8月15日  |
| 第23回 | 森崎博之 | しぼれ! 飲め! 闘え!夏の牧場バトル 第1夜                                                                 | 8月22日  |
| 第24回 | 森崎博之 | しぼれ! 飲め! 闘え!夏の牧場バトル 第2夜                                                                 | 8月29日  |
| 第25回 | 無し     | 映画「river」公開直前SP 緊急生放送                                                                      | 9月5日   |
| 第26回 | 無し     | 安田顕のガラナのふるさとブラジル旅行記 第1夜                                                            | 10月3日  |
| 第27回 | 無し     | 安田顕のガラナのふるさとブラジル旅行記 第2夜                                                            | 10月10日 |
| 第28回 | 無し     | 安田顕のガラナのふるさとブラジル旅行記 第3夜                                                            | 10月17日 |
| 第29回 | 戸次重幸 | ハンサム佐藤の油絵ヌードバトル 第1夜                                                                    | 10月24日 |
| 第30回 | 戸次重幸 | ハンサム佐藤の油絵ヌードバトル 第2夜                                                                    | 10月31日 |
| 第31回 | 無し     | 心霊写真対決 優勝旅行 霊場恐山                                                                          | 11月14日 |
| 第32回 | 戸次重幸 | ハンサム佐藤の油絵ヌードバトル 結果発表                                                                 | 11月21日 |
| 第33回 | 森崎博之 | 祝 1周年! オープニングリニューアルバトル 第1夜                                                          | 12月5日  |
| 第34回 | 森崎博之 | 祝 1周年! オープニングリニューアルバトル 第2夜                                                          | 12月12日 |
| 第35回 | 森崎博之 | 祝 1周年! オープニングリニューアルバトル 第3夜                                                          | 12月19日 |

### 2004年
| 第36回 | 森崎博之 大泉洋   | 祝 1周年! オープニングリニューアルバトル 第4夜 南国満喫バトルSP2 第1夜                                      | 1月9日   |
| 第37回 | 大泉洋            | 南国満喫バトルSP2 第2夜                                                                                     | 1月16日  |
| 第38回 | 大泉洋            | 南国満喫バトルSP2 第3夜                                                                                     | 1月23日  |
| 第39回 | 大泉洋            | 南国満喫バトルSP2 第4夜                                                                                     | 2月6日   |
| 第40回 | 大泉洋            | 南国満喫バトルSP2 第5夜                                                                                     | 2月13日  |
| 第41回 | なし              | 大泉洋 はじめてのお歌スペシャル                                                                             | 2月20日  |
| 第42回 | 音尾琢真          | ハナタレ冬の大運動会 第1夜                                                                                  | 3月5日   |
| 第43回 | 音尾琢真          | ハナタレ冬の大運動会 第2夜                                                                                  | 3月12日  |
| 第44回 | 安田顕            | マッドサイエンティスト安田の脳みそグリグリ記憶力バトル 第1夜                                                | 3月19日  |
| 第45回 | 安田顕            | マッドサイエンティスト安田の脳みそグリグリ記憶力バトル 第2夜                                                | 4月2日   |
| 第46回 | 戸次重幸          | Ciao! ピザ新メニュー開発バトル 第1夜                                                                        | 4月9日   |
| 第47回 | 戸次重幸          | Ciao! ピザ新メニュー開発バトル 第2夜                                                                        | 4月16日  |
| 第48回 | 森崎博之          | 3年ひまわり組森八先生2 第1夜                                                                                | 4月23日  |
| 第49回 | 森崎博之          | 3年ひまわり組森八先生2 第2夜                                                                                | 5月7日   |
| 第50回 | 戸次重幸          | Ciao! ピザ新メニュー開発バトル 結果発表                                                                     | 5月14日  |
| 第51回 | なし              | 音尾琢真罰ゲーム ～音尾は本当に（バカ）じゃないか?じゃないか?～ 第1夜                                       | 5月21日  |
| 第52回 | なし 大泉洋       | 音尾琢真罰ゲーム ～音尾は本当に（バカ）じゃないか?じゃないか?～ 第2夜 第1回ハナタレパークゴルフ選手権 第1夜 | 6月4日   |
| 第53回 | 大泉洋            | 第1回ハナタレパークゴルフ選手権 第2夜                                                                       | 6月11日  |
| 第54回 | 大泉洋            | 第1回ハナタレパークゴルフ選手権 第3夜                                                                       | 6月18日  |
| 第55回 | 戸次重幸          | 第2回大喰わせ選手権 ～オリジナル回転寿司～ 第1夜                                                            | 7月2日   |
| 第56回 | 戸次重幸          | 第2回大喰わせ選手権 ～オリジナル回転寿司～ 第2夜                                                            | 7月9日   |
| 第57回 | 音尾琢真          | ハナタレ夏の大運動会 第1夜                                                                                  | 7月23日  |
| 第58回 | 音尾琢真          | ハナタレ夏の大運動会 第2夜                                                                                  | 8月6日   |
| 第59回 | 音尾琢真 安田顕   | ハナタレ夏の大運動会 第3夜 第1回ハナタレクイズ選手権 第1夜                                                  | 8月13日  |
| 第60回 | 安田顕            | 第1回ハナタレクイズ選手権 第2夜                                                                             | 8月20日  |
| 第61回 | 安田顕            | 第1回ハナタレクイズ選手権 第3夜                                                                             | 8月27日  |
| 第62回 | 森崎博之          | かお刑事 森崎のハナタレ警察24時 第1夜                                                                       | 9月10日  |
| 第63回 | 森崎博之          | かお刑事 森崎のハナタレ警察24時 第2夜                                                                       | 9月17日  |
| 第64回 | 森崎博之 戸次重幸 | かお刑事 森崎のハナタレ警察24時 第3夜 2005年シゲっくんカレンダーを作ろう 第1夜                              | 10月1日  |
| 第65回 | 戸次重幸          | 2005年シゲっくんカレンダーを作ろう 第2夜                                                                    | 10月8日  |
| 第66回 | 戸次重幸          | 2005年シゲっくんカレンダーを作ろう 第3夜                                                                    | 10月15日 |
| 第67回 | 大泉洋            | 大泉先生のラグビーバトル ハナタレウォーズ 第1夜                                                             | 10月22日 |
| 第68回 | 大泉洋            | 大泉先生のラグビーバトル ハナタレウォーズ 第2夜                                                             | 10月29日 |
| 第69回 | 安田顕            | 安田星を脱出せよ! ハナタレ宇宙ウォーズ 第1夜                                                                | 11月12日 |
| 第70回 | 安田顕            | 安田星を脱出せよ! ハナタレ宇宙ウォーズ 第2夜 2005年シゲっくんカレンダーを作ろう 結果発表                    | 11月19日 |
| 第71回 | なし              | おむすび森崎&音尾のオーストラリア☆ケアンズの旅 第1夜                                                        | 12月3日  |
| 第72回 | なし              | おむすび森崎&音尾のオーストラリア☆ケアンズの旅 第2夜                                                        | 12月10日 |
| 第73回 | なし              | おむすび森崎&音尾のオーストラリア☆ケアンズの旅 第3夜                                                        | 12月17日 |

### 2005年
| 第74回  | 大泉洋          | ハナタレ高校ラグビー部 沖縄遠征スペシャル 第1夜                                | 1月14日  |
| 第75回  | 大泉洋          | ハナタレ高校ラグビー部 沖縄遠征スペシャル 第2夜                                | 1月21日  |
| 第76回  | 大泉洋          | ハナタレ高校ラグビー部 沖縄遠征スペシャル 第3夜                                | 2月4日   |
| 第77回  | 安田顕          | 帰ってきた!? 脳みそグリグリ記憶力バトル 第1夜                                  | 2月11日  |
| 第78回  | 安田顕          | 帰ってきた!? 脳みそグリグリ記憶力バトル 第2夜                                  | 2月18日  |
| 第79回  | 安田顕 音尾琢真 | 帰ってきた!? 脳みそグリグリ記憶力バトル 第3夜 音尾コーチのあんパン運動会 第1夜 | 3月4日   |
| 第80回  | 音尾琢真        | 音尾コーチのあんパン運動会 第2夜                                               | 3月11日  |
| 第81回  | 音尾琢真        | 音尾コーチのあんパン運動会 第3夜                                               | 3月18日  |
| 第82回  | なし            | クイズ!ハナタレ韓国 ～佐藤&音尾の韓国珍道中～ 第1夜                            | 4月8日   |
| 第83回  | なし            | クイズ!ハナタレ韓国 ～佐藤&音尾の韓国珍道中～ 第2夜                            | 4月15日  |
| 第84回  | なし            | クイズ!ハナタレ韓国 ～佐藤&音尾の韓国珍道中～ 第3夜                            | 4月22日  |
| 第85回  | 森崎博之        | かお刑事 森崎のハナタレ警察24時Ⅱ 第1夜                                         | 5月6日   |
| 第86回  | 森崎博之        | かお刑事 森崎のハナタレ警察24時Ⅱ 第2夜                                         | 5月13日  |
| 第87回  | 大泉洋          | ハヤシ編成部長の視聴率獲得大作戦! 第1夜                                        | 5月20日  |
| 第88回  | 大泉洋          | ハヤシ編成部長の視聴率獲得大作戦! 第2夜                                        | 6月10日  |
| 第89回  | 大泉洋          | ハヤシ編成部長の視聴率獲得大作戦! 第3夜                                        | 6月17日  |
| 第90回  | 安田顕          | 第2回ハナタレクイズ選手権 第1夜                                                | 6月24日  |
| 第91回  | 安田顕          | 第2回ハナタレクイズ選手権 第2夜                                                | 7月8日   |
| 第92回  | 安田顕          | 第2回ハナタレクイズ選手権 第3夜                                                | 7月22日  |
| 第93回  | 戸次重幸        | ダンディ佐藤のハナタレダンディズム決定戦 第1夜                                 | 8月12日  |
| 第94回  | 戸次重幸        | ダンディ佐藤のハナタレダンディズム決定戦 第2夜                                 | 8月19日  |
| 第95回  | 大泉洋          | ハナタレウォーズⅢ 第1夜                                                        | 9月2日   |
| 第96回  | 大泉洋          | ハナタレウォーズⅢ 第2夜                                                        | 9月9日   |
| 第97回  | なし            | 第1回ハナタレアカデミー賞 第1夜                                                | 9月16日  |
| 第98回  | なし            | 第1回ハナタレアカデミー賞 第2夜                                                | 9月23日  |
| 第99回  | なし            | 第1回ハナタレアカデミー賞 第3夜                                                | 10月7日  |
| 第100回 | 森崎博之 なし   | ハナタレジャンボリー 第1夜 ハナタレ部屋                                        | 10月13日 |
| 第101回 | 森崎博之 なし   | ハナタレジャンボリー 第2夜 ハナタレ部屋                                        | 10月20日 |
| 第102回 | 森崎博之 なし   | ハナタレジャンボリー 第3夜 ハナタレ部屋                                        | 10月27日 |
| 第103回 | 森崎博之        | ハナタレジャンボリー 第4夜                                                     | 11月3日  |
| 第104回 | 大泉洋 なし     | ハヤシB(編成部長)の視聴率獲得大作戦Ⅱ 第1夜 ハナタレ部屋                        | 11月10日 |
| 第105回 | 大泉洋 なし     | ハヤシB(編成部長)の視聴率獲得大作戦Ⅱ 第2夜 ハナタレ部屋                        | 11月24日 |
| 第106回 | 大泉洋 なし     | ハヤシB(編成部長)の視聴率獲得大作戦Ⅱ 第3夜 ハナタレ部屋                        | 12月1日  |
| 第107回 | 大泉洋 なし     | ハヤシB(編成部長)の視聴率獲得大作戦Ⅱ 第4夜 ハナタレ部屋                        | 12月8日  |
| 第108回 | なし            | 安田&音尾のアメリカ横断ウルトラツアー 第1夜                                    | 12月15日 |
| 第109回 | なし            | 安田&音尾のアメリカ横断ウルトラツアー 第2夜                                    | 12月22日 |

### 2006年
| 第110回 | なし          | 安田&音尾のアメリカ横断ウルトラツアー 第3夜                              | 1月12日  |
| 第111回 | なし          | 安田&音尾のアメリカ横断ウルトラツアー 第4夜                              | 1月19日  |
| 第112回 | なし          | 安田&音尾のアメリカ横断ウルトラツアー 第5夜                              | 1月26日  |
| 第113回 | 大泉洋        | ハナタレ高校ラグビー部 沖縄遠征スペシャル2 第1夜                         | 2月2日   |
| 第114回 | 大泉洋        | ハナタレ高校ラグビー部 沖縄遠征スペシャル2 第2夜                         | 2月9日   |
| 第115回 | 大泉洋        | ハナタレ高校ラグビー部 沖縄遠征スペシャル2 第3夜                         | 2月16日  |
| 第116回 | 大泉洋        | ハナタレ高校ラグビー部 沖縄遠征スペシャル2 第4夜                         | 2月23日  |
| 第117回 | 大泉洋        | ハナタレ高校ラグビー部 沖縄遠征スペシャル2 第5夜                         | 3月2日   |
| 第118回 | 安田顕        | サラリーマンバトル 特命係長 安田顕 第1夜                                 | 3月16日  |
| 第119回 | なし          | クイズ! 音尾自身!!                                                       | 3月23日  |
| 第120回 | 安田顕        | サラリーマンバトル 特命係長 安田顕 第2夜                                 | 3月30日  |
| 第121回 | 安田顕        | サラリーマンバトル 特命係長 安田顕 第3夜                                 | 4月6日   |
| 第122回 | なし          | クイズ! 大泉自身!!                                                       | 4月20日  |
| 第123回 | 音尾琢真      | アチョー拳伝承バトル 第1夜                                               | 4月27日  |
| 第124回 | 音尾琢真      | アチョー拳伝承バトル 第2夜                                               | 5月4日   |
| 第125回 | 音尾琢真      | アチョー拳伝承バトル 第3夜                                               | 5月11日  |
| 第126回 | 森崎博之      | かお刑事森崎のハナタレ警察24時Ⅲ 第1夜                                    | 5月18日  |
| 第127回 | 森崎博之      | かお刑事森崎のハナタレ警察24時Ⅲ 第2夜                                    | 5月25日  |
| 第128回 | 森崎博之      | かお刑事森崎のハナタレ警察24時Ⅲ 第3夜                                    | 6月1日   |
| 第129回 | 森崎博之      | ハナタレジャンボリーⅡ 第1夜                                              | 6月8日   |
| 第130回 | 森崎博之      | ハナタレジャンボリーⅡ 第2夜                                              | 6月15日  |
| 第131回 | 森崎博之      | ハナタレジャンボリーⅡ 第3夜                                              | 6月22日  |
| 第132回 | なし          | ハナタレ部屋を飾ろう！ 第1夜                                             | 6月29日  |
| 第133回 | なし          | ハナタレ部屋を飾ろう！ 第2夜                                             | 7月6日   |
| 第134回 | なし          | ハナタレ部屋を飾ろう！ 第3夜                                             | 7月13日  |
| 第135回 | 大泉洋        | ハヤシTの目指せ100％! 視聴率獲得大作戦Ⅲ 第1夜                            | 8月10日  |
| 第136回 | 大泉洋        | ハヤシTの目指せ100％! 視聴率獲得大作戦Ⅲ 第2夜                            | 8月17日  |
| 第137回 | 大泉洋        | ハヤシTの目指せ100％! 視聴率獲得大作戦Ⅲ 第3夜                            | 8月24日  |
| 第138回 | 大泉洋        | ハヤシTの目指せ100％! 視聴率獲得大作戦Ⅲ 第4夜                            | 8月31日  |
| 第139回 | 大泉洋        | ハナタレウォーズⅣ 第1夜                                                  | 9月7日   |
| 第140回 | 大泉洋        | ハナタレウォーズⅣ 第2夜                                                  | 9月14日  |
| 第141回 | 大泉洋        | ハナタレウォーズⅣ 第3夜                                                  | 9月21日  |
| 第142回 | 音尾琢真      | ハナタレ秋の体育祭 第1夜                                                 | 9月28日  |
| 第143回 | 音尾琢真      | ハナタレ秋の体育祭 第2夜                                                 | 10月5日  |
| 第144回 | 音尾琢真      | ハナタレ秋の体育祭 第3夜                                                 | 10月12日 |
| 第145回 | 森崎博之      | ハナタレジャンボリーⅢ 秋の収穫祭 第1夜                                   | 10月19日 |
| 第146回 | 森崎博之 なし | ハナタレジャンボリーⅢ 秋の収穫祭 第2夜 ハナタレ部屋 ゲスト：やまだひさし | 10月26日 |
| 第147回 | 森崎博之      | ハナタレジャンボリーⅢ 秋の収穫祭 第3夜                                   | 11月2日  |
| 第148回 | 大泉洋        | ハナタレ高校ラグビー部 沖縄遠征スペシャル3 第1夜                         | 11月9日  |
| 第149回 | 大泉洋        | ハナタレ高校ラグビー部 沖縄遠征スペシャル3 第2夜                         | 11月16日 |
| 第150回 | 大泉洋        | ハナタレ高校ラグビー部 沖縄遠征スペシャル3 第3夜                         | 11月23日 |
| 第151回 | 大泉洋        | ハナタレ高校ラグビー部 沖縄遠征スペシャル3 第4夜                         | 11月30日 |
| 第152回 | 大泉洋        | ハナタレ高校ラグビー部 沖縄遠征スペシャル3 第5夜                         | 12月7日  |
| 第153回 | 大泉洋        | ハナタレ高校ラグビー部 沖縄遠征スペシャル3 第6夜                         | 12月14日 |
| 第154回 | 森崎博之      | クイズ! 安田・佐藤・森崎自身! クリスマスSP                               | 12月21日 |

### 2007年
| 第155回 | 戸次重幸          | グルメ戦隊 ハナタレンジャー 第1夜                                                       | 1月18日  |
| 第156回 | 戸次重幸          | グルメ戦隊 ハナタレンジャー 第2夜                                                       | 1月25日  |
| 第157回 | 戸次重幸          | グルメ戦隊 ハナタレンジャー 第3夜                                                       | 2月1日   |
| 第158回 | 戸次重幸          | グルメ戦隊 ハナタレンジャー 第4夜                                                       | 2月8日   |
| 第159回 | 安田顕            | 特命係長 安田顕 セカンドシーズン 第1夜                                                  | 2月15日  |
| 第160回 | 安田顕            | 特命係長 安田顕 セカンドシーズン 第2夜                                                  | 2月22日  |
| 第161回 | 安田顕            | 特命係長 安田顕 セカンドシーズン 第3夜                                                  | 3月1日   |
| 第162回 | なし              | 音尾&佐藤のハナタレ東海道五十三次 第1夜                                                 | 3月8日   |
| 第163回 | なし              | 音尾&佐藤のハナタレ東海道五十三次 第2夜                                                 | 3月15日  |
| 第164回 | なし              | 音尾&佐藤のハナタレ東海道五十三次 第3夜                                                 | 3月22日  |
| 第165回 | なし              | 音尾&佐藤のハナタレ東海道五十三次 第4夜                                                 | 3月29日  |
| 第166回 | 大泉洋            | ハナタレ高校ラグビー部 東京修学旅行 第1夜                                               | 4月5日   |
| 第167回 | 大泉洋            | ハナタレ高校ラグビー部 東京修学旅行 第2夜                                               | 4月12日  |
| 第168回 | 大泉洋            | ハナタレ高校ラグビー部 東京修学旅行 第3夜                                               | 4月19日  |
| 第169回 | 大泉洋            | ハナタレ高校ラグビー部 東京修学旅行 第4夜                                               | 4月26日  |
| 第170回 | 大泉洋 森崎博之   | ハナタレ高校ラグビー部 東京修学旅行 第5夜 めざせ! イギリス! ハナタレジャンボリーⅣ 第1夜 | 5月3日   |
| 第171回 | 森崎博之          | めざせ! イギリス! ハナタレジャンボリーⅣ 第2夜                                           | 5月10日  |
| 第172回 | 森崎博之          | めざせ! イギリス! ハナタレジャンボリーⅣ 第3夜                                           | 5月17日  |
| 第173回 | 森崎博之          | めざせ! イギリス! ハナタレジャンボリーⅣ 第4夜                                           | 5月24日  |
| 第174回 | 音尾琢真          | 鬼コーチ音尾のハナタレ春の大運動会 第1夜                                                | 5月31日  |
| 第175回 | 音尾琢真 なし     | 鬼コーチ音尾のハナタレ春の大運動会 第2夜 ハナタレ部屋 ゲスト：神木隆之介                | 6月7日   |
| 第176回 | 音尾琢真 なし     | 鬼コーチ音尾のハナタレ春の大運動会 第3夜 ハナタレ部屋 ゲスト：高橋真唯                  | 6月14日  |
| 第177回 | なし              | ハナタレ部屋を飾ろう！2 第1夜                                                           | 6月21日  |
| 第178回 | なし              | ハナタレ部屋を飾ろう！2 第2夜                                                           | 6月28日  |
| 第179回 | なし              | ハナタレ部屋を飾ろう！2 第3夜                                                           | 7月5日   |
| 第180回 | 安田顕            | 特命係長 安田顕 サードシーズン 第1夜                                                    | 7月12日  |
| 第181回 | 安田顕            | 特命係長 安田顕 サードシーズン 第2夜                                                    | 7月26日  |
| 第182回 | 安田顕            | 特命係長 安田顕 サードシーズン 第3夜                                                    | 8月9日   |
| 第183回 | 森崎博之          | 夏のハナタレ遠足 第1夜                                                                  | 8月16日  |
| 第184回 | 森崎博之          | 夏のハナタレ遠足 第2夜                                                                  | 8月23日  |
| 第185回 | 森崎博之          | 夏のハナタレ遠足 第3夜                                                                  | 8月30日  |
| 第186回 | 戸次重幸          | ハナタレ農園 秋の収穫祭SP                                                               | 9月6日   |
| 第187回 | 森崎博之          | ハナタレ世界ジャンボリー in UK 第1夜                                                    | 9月13日  |
| 第188回 | 森崎博之          | ハナタレ世界ジャンボリー in UK 第2夜                                                    | 9月20日  |
| 第189回 | 森崎博之          | ハナタレ世界ジャンボリー in UK 第3夜                                                    | 9月27日  |
| 第190回 | 森崎博之          | ハナタレ世界ジャンボリー in UK 第4夜                                                    | 10月4日  |
| 第191回 | 森崎博之 音尾琢真 | ハナタレ世界ジャンボリー in UK 第5夜 アチョーの拳2 奥義体得バトル 第1夜                 | 10月11日 |
| 第192回 | 音尾琢真          | アチョーの拳2 奥義体得バトル 第2夜                                                      | 10月18日 |
| 第193回 | 音尾琢真          | アチョーの拳2 奥義体得バトル 第3夜                                                      | 10月25日 |
| 第194回 | 音尾琢真          | アチョーの拳2 奥義体得バトル 第4夜                                                      | 11月1日  |
| 第195回 | 音尾琢真          | アチョーの拳2 奥義体得バトル 第5夜                                                      | 11月8日  |
| 第196回 | 戸次重幸          | グルメ戦隊 ハナタレンジャー2 第1夜                                                      | 11月15日 |
| 第197回 | 戸次重幸          | グルメ戦隊 ハナタレンジャー2 第2夜                                                      | 11月22日 |
| 第198回 | 戸次重幸          | グルメ戦隊 ハナタレンジャー2 第3夜                                                      | 11月29日 |
| 第199回 | 戸次重幸          | グルメ戦隊 ハナタレンジャー2 第4夜                                                      | 12月6日  |
| 第200回 | なし              | 放送200回記念スペシャル ハナタレ傑作選                                                  | 12月13日 |

### 2008年
| 第201回 | 大泉洋 | ハヤシTの沖縄満喫スペシャルツアー 第1夜                                              | 1月10日  |
| 第202回 | 大泉洋 | ハヤシTの沖縄満喫スペシャルツアー 第2夜                                              | 1月17日  |
| 第203回 | 大泉洋 | ハヤシTの沖縄満喫スペシャルツアー 第3夜                                              | 1月24日  |
| 第204回 | 大泉洋 | ハヤシTの沖縄満喫スペシャルツアー 第4夜                                              | 1月31日  |
| 第205回 | 大泉洋 | ハヤシTの沖縄満喫スペシャルツアー 第5夜                                              | 2月7日   |
| 第206回 | 大泉洋 | ハヤシTの沖縄満喫スペシャルツアー 第6夜                                              | 2月14日  |
| 第207回 | 大泉洋 | ハヤシTの沖縄満喫スペシャルツアー 第7夜                                              | 2月21日  |
| 第208回 | 大泉洋 | ハヤシTの沖縄満喫スペシャルツアー 第8夜                                              | 2月28日  |
| 第209回 | なし   | ハナタレ部屋 ゲスト：奥田民生 第1夜                                                  | 3月6日   |
| 第210回 | なし   | ハナタレ部屋 ゲスト：奥田民生 第2夜                                                  | 3月13日  |
| 第211回 | なし   | ハナタレスピード王決定戦 冬の乗り物三番勝負 第1夜                                    | 3月20日  |
| 第212回 | なし   | ハナタレスピード王決定戦 冬の乗り物三番勝負 第2夜                                    | 3月27日  |
| 第213回 | なし   | ハナタレスピード王決定戦 冬の乗り物三番勝負 第3夜 祝! 大泉洋35歳! 誕生日SP企画 第1夜 | 4月3日   |
| 第214回 | なし   | 祝! 大泉洋35歳! 誕生日SP企画 第2夜                                                   | 4月10日  |
| 第215回 | なし   | 祝! 大泉洋35歳! 誕生日SP企画 第3夜                                                   | 4月17日  |
| 第216回 | なし   | 祝! 大泉洋35歳! 誕生日SP企画 第4夜                                                   | 4月24日  |
| 第217回 | なし   | ハナタレ部屋 ゲスト：堂本光一 第1夜                                                  | 5月1日   |
| 第218回 | なし   | ハナタレ部屋 ゲスト：堂本光一 第2夜                                                  | 5月8日   |
| 第219回 | なし   | 第1回ハナタレO-1グランプリ 第1夜                                                     | 5月15日  |
| 第220回 | なし   | 第1回ハナタレO-1グランプリ 第2夜                                                     | 5月22日  |
| 第221回 | なし   | ハナタレ部屋 アフタースクールSP ゲスト：常盤貴子 第1夜                               | 5月29日  |
| 第222回 | なし   | ハナタレ部屋 アフタースクールSP ゲスト：常盤貴子 第2夜                               | 6月5日   |
| 第223回 | なし   | 北海道の笑顔プロジェクト 1順目 第1夜                                                 | 6月12日  |
| 第224回 | なし   | 北海道の笑顔プロジェクト 1順目 第2夜                                                 | 6月19日  |
| 第225回 | なし   | 北海道の笑顔プロジェクト 1順目 第3夜                                                 | 6月26日  |
| 第226回 | なし   | 北海道の笑顔プロジェクト 1順目 第4夜                                                 | 7月3日   |
| 第227回 | なし   | 北海道の笑顔プロジェクト 1順目 第5夜                                                 | 7月10日  |
| 第228回 | なし   | 北海道の笑顔プロジェクト 1順目 第6夜                                                 | 8月7日   |
| 第229回 | なし   | 北海道の笑顔プロジェクト 1順目 第7夜                                                 | 8月14日  |
| 第230回 | なし   | HTB開局40周年特別企画 力自慢No.1決定戦 第1夜                                         | 8月21日  |
| 第231回 | なし   | HTB開局40周年特別企画 力自慢No.1決定戦 第2夜                                         | 8月28日  |
| 第232回 | なし   | 北海道の笑顔プロジェクト 1順目 第8夜                                                 | 9月4日   |
| 第233回 | なし   | 北海道の笑顔プロジェクト 1順目 第9夜                                                 | 9月11日  |
| 第234回 | なし   | もう1つの10時間! 密着!シェフ大泉の死闘 第1夜                                         | 9月18日  |
| 第235回 | なし   | もう1つの10時間! 密着!シェフ大泉の死闘 第2夜                                         | 9月25日  |
| 第236回 | なし   | ハナタレ美食ツアー 第1夜                                                             | 10月2日  |
| 第237回 | なし   | ハナタレ美食ツアー 第2夜                                                             | 10月9日  |
| 第238回 | なし   | ハナタレ美食ツアー 第3夜                                                             | 10月16日 |
| 第239回 | なし   | 北海道の笑顔プロジェクト 2順目 第1夜                                                 | 10月23日 |
| 第240回 | なし   | 北海道の笑顔プロジェクト 2順目 第2夜                                                 | 10月30日 |
| 第241回 | なし   | 北海道の笑顔プロジェクト 2順目 第3夜                                                 | 11月6日  |
| 第242回 | なし   | 北海道の笑顔プロジェクト 2順目 第4夜                                                 | 11月13日 |
| 第243回 | なし   | 北海道の笑顔プロジェクト 2順目 第5夜                                                 | 11月20日 |
| 第244回 | なし   | 北海道の笑顔プロジェクト 2順目 第6夜 ハナタレ伝説バトル ～バッティング編～ 第1夜     | 11月27日 |
| 第245回 | なし   | ハナタレ伝説バトル ～バッティング編～ 第2夜                                          | 12月4日  |
| 第246回 | なし   | ハナタレ伝説バトル ～バッティング編～ 第3夜                                          | 12月11日 |
| 第247回 | なし   | 2008年ハナタレ傑作選                                                                 | 12月18日 |

### 2009年
| 第248回 | 南国パラダイス 久米島満喫スペシャルツアー 第1夜                                                  | [[]]1月8日 |
| 第249回 | 南国パラダイス 久米島満喫スペシャルツアー 第2夜                                                  | 1月15日    |
| 第250回 | 南国パラダイス 久米島満喫スペシャルツアー 第3夜                                                  | 1月22日    |
| 第251回 | 南国パラダイス 久米島満喫スペシャルツアー 第4夜                                                  | 1月29日    |
| 第252回 | 南国パラダイス 久米島満喫スペシャルツアー 第5夜                                                  | 2月5日     |
| 第253回 | 南国パラダイス 久米島満喫スペシャルツアー 第6夜                                                  | 2月12日    |
| 第254回 | 南国パラダイス 久米島満喫スペシャルツアー 第7夜                                                  | 2月19日    |
| 第255回 | 南国パラダイス 久米島満喫スペシャルツアー 第8夜                                                  | 2月26日    |
| 第256回 | ハナタレ部屋 ゲスト：福原美穂 第1夜 北海道の笑顔プロジェクト 3順目 第1夜                         | 3月5日     |
| 第257回 | ハナタレ部屋 ゲスト：福原美穂 第2夜 北海道の笑顔プロジェクト 3順目 第2夜                         | 3月12日    |
| 第258回 | 第3回ハナタレ美食ツアー ～さぶをよむ～ 第1夜 北海道の笑顔プロジェクト 3順目 第3夜                | 3月19日    |
| 第259回 | 第3回ハナタレ美食ツアー ～さぶをよむ～ 第2夜 北海道の笑顔プロジェクト 3順目 第4夜                | 3月26日    |
| 第260回 | 第3回ハナタレ美食ツアー ～さぶをよむ～ 第3夜 北海道の笑顔プロジェクト 3順目 第5夜                | 4月2日     |
| 第261回 | 第3回ハナタレ美食ツアー ～さぶをよむ～ 第4夜 北海道の笑顔プロジェクト 3順目 第6夜                | 4月9日     |
| 第262回 | 第3回ハナタレ美食ツアー ～さぶをよむ～ 第5夜 北海道の笑顔プロジェクト 3順目 第7夜                | 4月16日    |
| 第263回 | 第3回ハナタレ美食ツアー ～さぶをよむ～ 第6夜 北海道の笑顔プロジェクト 3順目 第8夜                | 4月23日    |
| 第264回 | ハナタレ伝説バトルⅡ ～ボウリング編 スペア獲得対決～ 第1夜                                        | 4月30日    |
| 第265回 | ハナタレ伝説バトルⅡ ～ボウリング編 スペア獲得対決～ 第2夜 北海道の笑顔プロジェクト 3順目 第9夜   | 5月7日     |
| 第266回 | ハナタレ伝説バトルⅡ ～ボウリング編 スペア獲得対決～ 第3夜 北海道の笑顔プロジェクト 3順目 第10夜  | 5月14日    |
| 第267回 | ハナタレ伝説バトルⅡ ～ボウリング編 スペア獲得対決～ 第4夜 北海道の笑顔プロジェクト 3順目 第11夜  | 5月21日    |
| 第268回 | ハナタレ部屋 ゲスト：岸谷五朗・寺脇康文 爆笑トークSP 第1夜 北海道の笑顔プロジェクト 3順目 第12夜 | 5月28日    |
| 第269回 | ハナタレ部屋 ゲスト：岸谷五朗・寺脇康文 爆笑トークSP 第2夜 北海道の笑顔プロジェクト 3順目 第13夜 | 6月4日     |
| 第270回 | 第4回ハナタレ美食ツアー ～さぶをよむ～ 第1夜 北海道の笑顔プロジェクト 3順目 第14夜               | 6月11日    |
| 第271回 | 第4回ハナタレ美食ツアー ～さぶをよむ～ 第2夜 北海道の笑顔プロジェクト 4順目 第1夜                | 6月18日    |
| 第272回 | 第4回ハナタレ美食ツアー ～さぶをよむ～ 第3夜 北海道の笑顔プロジェクト 4順目 第2夜                | 6月25日    |
| 第273回 | 第4回ハナタレ美食ツアー ～さぶをよむ～ 第4夜 北海道の笑顔プロジェクト 4順目 第3夜                | 7月2日     |
| 第274回 | 第4回ハナタレ美食ツアー ～さぶをよむ～ 第5夜 北海道の笑顔プロジェクト 4順目 第4夜                | 7月9日     |
| 第275回 | 第4回ハナタレ美食ツアー ～さぶをよむ～ 第6夜 北海道の笑顔プロジェクト 4順目 第5夜                | 7月23日    |
| 第276回 | 第4回ハナタレ美食ツアー ～さぶをよむ～ 第7夜 北海道の笑顔プロジェクト 4順目 第6夜                | 8月6日     |
| 第277回 | ハナタレ1日入門 忍者編 第1夜 北海道の笑顔プロジェクト 4順目 第7夜                                | 8月13日    |
| 第278回 | ハナタレ1日入門 忍者編 第2夜 北海道の笑顔プロジェクト 4順目 第8夜                                | 8月20日    |
| 第279回 | ハナタレ1日入門 忍者編 第3夜 北海道の笑顔プロジェクト 4順目 第9夜                                | 8月27日    |
| 第280回 | ハナタレ1日入門 忍者編 第4夜                                                                     | 9月3日     |
| 第281回 | 特別企画 東京デイズ 安田の流儀                                                                   | 9月10日    |
| 第282回 | 北海道の笑顔プロジェクト 4順目 第10夜                                                            | 9月17日    |
| 第283回 | ハナタレ24 ～シーズン1～                                                                         | 9月24日    |
| 第284回 | 北海道の笑顔プロジェクト 5順目 第1夜                                                             | 10月1日    |
| 第285回 | ハナタレ24 ～シーズン2～ 第1夜 北海道の笑顔プロジェクト 5順目 第2夜                              | 10月8日    |
| 第286回 | ハナタレ24 ～シーズン2～ 第2夜 北海道の笑顔プロジェクト 5順目 第3夜                              | 10月15日   |
| 第287回 | 北海道の笑顔プロジェクト 5順目 第4夜                                                             | 10月22日   |
| 第288回 | ハナタレ24 ～シーズン3～ 第1夜 北海道の笑顔プロジェクト 5順目 第5夜                              | 10月29日   |
| 第289回 | ハナタレ24 ～シーズン3～ 第2夜 北海道の笑顔プロジェクト 5順目 第6夜                              | 11月5日    |
| 第290回 | 第5回ハナタレ美食ツアー ～さぶをよむ～ 第1夜 北海道の笑顔プロジェクト 5順目 第7夜                | 11月12日   |
| 第291回 | 第5回ハナタレ美食ツアー ～さぶをよむ～ 第2夜 北海道の笑顔プロジェクト 5順目 第8夜                | 11月19日   |
| 第292回 | 第5回ハナタレ美食ツアー ～さぶをよむ～ 第3夜 北海道の笑顔プロジェクト 5順目 第9夜                | 11月26日   |
| 第293回 | ハナタレ24 ～シーズン4～ 第1夜 北海道の笑顔プロジェクト 5順目 第10夜                             | 12月3日    |
| 第294回 | ハナタレ24 ～シーズン4～ 第2夜 北海道の笑顔プロジェクト 5順目 第11夜                             | 12月10日   |
| 第295回 | スペシャルドラマ「ミエルヒ」撮影現場に密着 北海道の笑顔プロジェクト 5順目 第12夜                 | 12月17日   |

### 2010年
| 第296回 | 癒しの楽園へ! ハナタレ宮古島ツアー 第1夜                                                               | [[]]1月7日 |
| 第297回 | 癒しの楽園へ! ハナタレ宮古島ツアー 第2夜                                                               | 1月14日    |
| 第298回 | 癒しの楽園へ! ハナタレ宮古島ツアー 第3夜                                                               | 1月21日    |
| 第299回 | 癒しの楽園へ! ハナタレ宮古島ツアー 第4夜                                                               | 1月28日    |
| 第300回 | 癒しの楽園へ! ハナタレ宮古島ツアー 第5夜                                                               | 2月4日     |
| 第301回 | 癒しの楽園へ! ハナタレ宮古島ツアー 第6夜                                                               | 2月11日    |
| 第302回 | 北海道の笑顔プロジェクト 6順目 第1夜                                                                   | 2月18日    |
| 第303回 | ハナタレ伝説バトルⅢ ハナタレ大相撲 〜春場所〜 第1夜 北海道の笑顔プロジェクト 6順目 第2夜               | 2月25日    |
| 第304回 | ハナタレ伝説バトルⅢ ハナタレ大相撲 〜春場所〜 第2夜 北海道の笑顔プロジェクト 6順目 第3夜               | 3月4日     |
| 第305回 | ハナタレ1日入門 手相占い編 第1夜                                                                       | 3月11日    |
| 第306回 | ハナタレ1日入門 手相占い編 第2夜 北海道の笑顔プロジェクト 6順目 第4夜                                  | 3月18日    |
| 第307回 | ハナタレ1日入門 手相占い編 第3夜 北海道の笑顔プロジェクト 6順目 第5夜                                  | 3月25日    |
| 第308回 | ハナタレ1日入門 手相占い編 第4夜 北海道の笑顔プロジェクト 6順目 第6夜                                  | 4月1日     |
| 第309回 | ハナタレ1日入門 手相占い編 第5夜 北海道の笑顔プロジェクト 6順目 第7夜                                  | 4月8日     |
| 第310回 | ハナタレ1日入門 〜マジシャンへの道 第1夜                                                               | 4月15日    |
| 第311回 | ハナタレ1日入門 〜マジシャンへの道 第2夜 北海道の笑顔プロジェクト 6順目 第8夜                          | 4月22日    |
| 第312回 | ハナタレ1日入門 〜マジシャンへの道 第3夜 北海道の笑顔プロジェクト 6順目 第9夜                          | 4月29日    |
| 第313回 | ハナタレ1日入門 〜マジシャンへの道 第4夜 北海道の笑顔プロジェクト 6順目 第10夜                         | 5月6日     |
| 第314回 | ハナタレ1日入門 〜マジシャンへの道 第5夜                                                               | 5月13日    |
| 第315回 | ハナタレ1日入門 〜マジシャンへの道 第6夜 北海道の笑顔プロジェクト 6順目 第11夜                         | 5月20日    |
| 第316回 | ハナタレ1日入門 〜マジシャンへの道 第7夜 北海道の笑顔プロジェクト 6順目 第12夜                         | 5月27日    |
| 第317回 | ハナタレ1日入門 〜マジシャンへの道 未公開シーン 北海道の笑顔プロジェクト 6順目 第13夜                  | 6月3日     |
| 第318回 | 北海道の笑顔プロジェクト 6順目 第14夜                                                                  | 6月10日    |
| 第319回 | ハナタレ伝説バトルⅣ ～ボウリング編 スペア獲得対決 防衛戦～ 第1夜                                       | 6月17日    |
| 第320回 | ハナタレ伝説バトルⅣ ～ボウリング編 スペア獲得対決 防衛戦～ 第2夜 北海道の笑顔プロジェクト 6順目 第15夜 | 6月24日    |
| 第321回 | ハナタレ伝説バトルⅣ ～ボウリング編 スペア獲得対決 防衛戦～ 第3夜 北海道の笑顔プロジェクト 6順目 第16夜 | 7月1日     |
| 第322回 | ハナタレ伝説バトルⅣ ～ボウリング編 スペア獲得対決 防衛戦～ 第4夜 北海道の笑顔プロジェクト 7順目 第0夜  | 7月8日     |
| 第323回 | 北海道の笑顔プロジェクト 7順目 第1夜                                                                   | 7月22日    |
| 第324回 | いばら企画 世界の童話 第1夜                                                                            | 8月5日     |
| 第325回 | いばら企画 世界の童話 第2夜                                                                            | 8月12日    |
| 第326回 | いばら企画 世界の童話 第3夜 北海道の笑顔プロジェクト 7順目 第2夜                                       | 8月19日    |
| 第327回 | 北海道の笑顔プロジェクト 7順目 第3夜                                                                   | 8月26日    |
| 第328回 | 北海道の笑顔プロジェクト 7順目 第4夜                                                                   | 9月2日     |
| 第329回 | 第6回ハナタレ美食ツアー さぶをよむ 第1夜 北海道の笑顔プロジェクト 7順目 第5夜                          | 9月9日     |
| 第330回 | 第6回ハナタレ美食ツアー さぶをよむ 第2夜 北海道の笑顔プロジェクト 7順目 第6夜                          | 9月16日    |
| 第331回 | 第6回ハナタレ美食ツアー さぶをよむ 第3夜 北海道の笑顔プロジェクト 7順目 第7夜                          | 9月23日    |
| 第332回 | 第6回ハナタレ美食ツアー さぶをよむ 第4夜 北海道の笑顔プロジェクト 7順目 第8夜                          | 9月30日    |
| 第333回 | 第6回ハナタレ美食ツアー さぶをよむ 最終夜 北海道の笑顔プロジェクト 7順目 第9夜                         | 10月7日    |
| 第334回 | 北海道の笑顔プロジェクト 7順目 第10夜                                                                  | 10月14日   |
| 第335回 | ハナタレ1日入門 バスケットボール編 第1夜                                                               | 10月21日   |
| 第336回 | ハナタレ1日入門 バスケットボール編 第2夜 北海道の笑顔プロジェクト 7順目 第11夜                         | 10月28日   |
| 第337回 | ハナタレ1日入門 バスケットボール編 最終夜 北海道の笑顔プロジェクト 7順目 第12夜                        | 11月4日    |
| 第338回 | 北海道の笑顔プロジェクト 7順目 第13夜                                                                  | 11月11日   |
| 第339回 | DVD発売記念 生放送スペシャル                                                                           | 11月18日   |
| 第340回 | 北海道の笑顔プロジェクト 7順目 最終夜                                                                  | 11月25日   |
| 第341回 | 北海道の笑顔プロジェクト 8順目 第1夜                                                                   | 12月2日    |
| 第342回 | 北海道の笑顔プロジェクト 8順目 第2夜                                                                   | 12月9日    |
| 第343回 | チームナックス観察バラエティ ちょいのり 第1夜                                                          | 12月16日   |
| 第344回 | チームナックス観察バラエティ ちょいのり 最終夜                                                         | 12月23日   |

### 2011年
| 第345回 | 魅川憲一郎と行く! ディープな沖縄満喫ツアー!! 第1夜                                            | 1月20日  |
| 第346回 | 魅川憲一郎と行く! ディープな沖縄満喫ツアー!! 第2夜                                            | 1月27日  |
| 第347回 | 魅川憲一郎と行く! ディープな沖縄満喫ツアー!! 第3夜                                            | 2月3日   |
| 第348回 | 魅川憲一郎と行く! ディープな沖縄満喫ツアー!! 第4夜                                            | 2月10日  |
| 第349回 | 魅川憲一郎と行く! ディープな沖縄満喫ツアー!! 第5夜                                            | 2月17日  |
| 第350回 | 魅川憲一郎と行く! ディープな沖縄満喫ツアー!! 第6夜                                            | 2月24日  |
| 第351回 | 魅川憲一郎と行く! ディープな沖縄満喫ツアー!! 最終夜                                           | 3月3日   |
| 第352回 | 北海道の笑顔プロジェクト 8順目 第3夜                                                          | 3月10日  |
| 第353回 | 北海道の笑顔プロジェクト 8順目 第4夜                                                          | 3月17日  |
| 第354回 | ハナタレ1日入門 マジシャンへの道第2弾 第1夜                                                   | 3月24日  |
| 第355回 | ハナタレ1日入門 マジシャンへの道第2弾 第2夜                                                   | 3月31日  |
| 第356回 | ハナタレ1日入門 マジシャンへの道第2弾 第3夜 北海道の笑顔プロジェクト 8順目 第5夜              | 4月14日  |
| 第357回 | ハナタレ1日入門 マジシャンへの道第2弾 第4夜 北海道の笑顔プロジェクト 8順目 第6夜              | 4月21日  |
| 第358回 | ハナタレ1日入門 マジシャンへの道第2弾 第5夜                                                   | 4月28日  |
| 第359回 | ハナタレ1日入門 マジシャンへの道第2弾 第6夜 北海道の笑顔プロジェクト 8順目 第7夜              | 5月5日   |
| 第360回 | ハナタレ1日入門 マジシャンへの道第2弾 第6夜 北海道の笑顔プロジェクト 8順目 第8夜              | 5月12日  |
| 第361回 | 北海道の笑顔プロジェクト 8順目 第9夜                                                          | 5月19日  |
| 第362回 | 北海道の笑顔プロジェクト 8順目 最終夜                                                         | 5月26日  |
| 第363回 | ハナタレ1日入門 重機操縦士への道 第1夜                                                        | 6月2日   |
| 第364回 | ハナタレ1日入門 重機操縦士への道 第2夜 北海道の笑顔プロジェクト 9順目 第1夜 森崎の旅・白老町  | 6月9日   |
| 第365回 | ハナタレ1日入門 重機操縦士への道 第3夜 北海道の笑顔プロジェクト 9順目 第2夜 音尾の旅・斜里町  | 6月16日  |
| 第366回 | ハナタレ1日入門 重機操縦士への道 第4夜 北海道の笑顔プロジェクト 9順目 第3夜 安田の旅・増毛町  | 6月23日  |
| 第367回 | ハナタレ1日入門 重機操縦士への道 最終夜 北海道の笑顔プロジェクト 9順目 第4夜 戸次の旅・鹿部町 | 6月30日  |
| 第368回 | 北海道の笑顔プロジェクト 9順目 第5夜 大泉の旅・豊富町 森崎の旅・白老町                        | 7月7日   |
| 第369回 | 北海道の笑顔プロジェクト 9順目 第6夜                                                          | 7月21日  |
| 第370回 | ハナタレ1日入門 競馬で予算倍増計画 第1夜                                                      | 8月4日   |
| 第371回 | ハナタレ1日入門 競馬で予算倍増計画 第2夜 北海道の笑顔プロジェクト 9順目 第7夜                 | 8月11日  |
| 第372回 | ハナタレ1日入門 競馬で予算倍増計画 第3夜 北海道の笑顔プロジェクト 9順目 第8夜                 | 8月18日  |
| 第373回 | ハナタレ1日入門 競馬で予算倍増計画 最終夜 北海道の笑顔プロジェクト 9順目 第9夜                | 8月25日  |
| 第374回 | 北海道の笑顔プロジェクト 9順目 第10夜                                                         | 9月1日   |
| 第375回 | ハナタレ部屋 ゲスト:松田龍平 第1夜                                                            | 9月8日   |
| 第376回 | ハナタレ部屋 ゲスト:松田龍平 最終夜 北海道の笑顔プロジェクト 9順目 最終夜                     | 9月15日  |
| 第377回 | 北海道の笑顔プロジェクト 10順目 第1夜                                                         | 9月22日  |
| 第378回 | 北海道の笑顔プロジェクト 10順目 第2夜                                                         | 9月19日  |
| 第379回 | ハナタレ伝説バトル 10000個のドミノを倒せ！第1夜                                               | 10月6日  |
| 第380回 | ハナタレ伝説バトル 10000個のドミノを倒せ！第2夜 北海道の笑顔プロジェクト 10順目 第3夜         | 10月13日 |
| 第381回 | ハナタレ伝説バトル 10000個のドミノを倒せ！最終夜 北海道の笑顔プロジェクト 10順目 第4夜        | 10月20日 |
| 第382回 | 北海道の笑顔プロジェクト 10順目 第5夜                                                         | 10月27日 |
| 第383回 | 北海道の笑顔プロジェクト 10順目 第6夜 戸次・森崎の旅 釧路市・積丹町                           | 11月3日  |
| 第384回 | 第7回ハナタレ美食ツアー ほらとふく 第1夜 北海道の笑顔プロジェクト 10順目 第7夜                | 11月10日 |
| 第385回 | 第7回ハナタレ美食ツアー ほらとふく 第2夜 北海道の笑顔プロジェクト 10順目 第8夜                | 11月17日 |
| 第386回 | DVD発売記念特別スペシャル                                                                     | 11月24日 |
| 第387回 | 第7回ハナタレ美食ツアー ほらとふく 第3夜 北海道の笑顔プロジェクト 10順目 第9夜                | 12月1日  |
| 第388回 | 第7回ハナタレ美食ツアー ほらとふく 第4夜 北海道の笑顔プロジェクト 10順目 第10夜               | 12月8日  |
| 第389回 | 第7回ハナタレ美食ツアー ほらとふく 最終夜 北海道の笑顔プロジェクト 10順目 第11夜              | 12月15日 |
| 第390回 | 北海道の笑顔プロジェクト 10順目 第12夜                                                        | 12月22日 |

### 2012年
| 第391回 | ハナタレ部屋 ゲスト：原田知世                                                      | 1月12日  |
| 第392回 | 中沢 初絵といく！ディープな沖縄満喫ツアー 第1夜                                    | 1月19日  |
| 第393回 | 中沢 初絵といく！ディープな沖縄満喫ツアー 第2夜                                    | 1月26日  |
| 第394回 | 中沢 初絵といく！ディープな沖縄満喫ツアー 第3夜                                    | 2月2日   |
| 第395回 | 中沢 初絵といく！ディープな沖縄満喫ツアー 第4夜                                    | 2月9日   |
| 第396回 | 中沢 初絵といく！ディープな沖縄満喫ツアー 第5夜                                    | 2月16日  |
| 第397回 | 中沢 初絵といく！ディープな沖縄満喫ツアー 最終夜                                   | 2月23日  |
| 第398回 | 北海道の笑顔プロジェクト 10順目 第13夜                                             | 3月1日   |
| 第399回 | 北海道の笑顔プロジェクト 10順目 最終夜／北海道の笑顔プロジェクト 11巡目 第1夜      | 3月8日   |
| 第400回 | 放送400回記念スペシャル ちょいのり2 前編                                           | 3月15日  |
| 第401回 | 放送400回記念スペシャル ちょいのり2 後編                                           | 3月22日  |
| 第402回 | 北海道の笑顔プロジェクト11順目 第2夜                                               | 3月29日  |
| 第403回 | 北海道の笑顔プロジェクト11順目 第3夜                                               | 4月5日   |
| 第404回 | ハナタレ伝説バトル スノーラリー対決 第1夜                                          | 4月12日  |
| 第405回 | ハナタレ伝説バトル スノーラリー対決 第2夜／北海道の笑顔プロジェクト11順目 第4夜    | 4月19日  |
| 第406回 | ハナタレ伝説バトル スノーラリー対決 第3夜／北海道の笑顔プロジェクト11順目 第5夜    | 4月26日  |
| 第407回 | ハナタレ伝説バトル スノーラリー対決 第4夜／北海道の笑顔プロジェクト11順目 第6夜    | 5月3日   |
| 第408回 | ハナタレ伝説バトル スノーラリー対決 最終夜／北海道の笑顔プロジェクト11順目 第7夜   | 5月10日  |
| 第409回 | ハナタレナックス特別企画 演劇ユニット TEAM NACSの真実 前編                         | 5月17日  |
| 第410回 | ハナタレナックス特別企画 演劇ユニット TEAM NACSの真実 後編                         | 5月24日  |
| 第411回 | 北海道の笑顔プロジェクト11順目 第8夜                                               | 5月31日  |
| 第412回 | ハナタレ春の宴会企画 ナックス一問一答 第1夜                                        | 6月7日   |
| 第413回 | ハナタレ春の宴会企画 ナックス一問一答 第2夜                                        | 6月14日  |
| 第414回 | ハナタレ春の宴会企画 ナックス一問一答 第3夜／北海道の笑顔プロジェクト11巡目 森崎編 | 6月21日  |
| 第415回 | ハナタレ春の宴会企画 ナックス一問一答 第4夜／北海道の笑顔プロジェクト11巡目 戸次編 | 6月28日  |
| 第416回 | ハナタレ春の宴会企画 ナックス一問一答 第5夜／北海道の笑顔プロジェクト11巡目 大泉編 | 7月5日   |
| 第417回 | ハナタレ春の宴会企画 ナックス一問一答 最終夜／新企画"帰れま2"                      | 7月12日  |
| 第418回 | 5人中2人出来たら"帰れま2"第1夜                                                     | 7月26日  |
| 第419回 | 5人中2人出来たら"帰れま2"第2夜／北海道の笑顔プロジェクト 安田編                    | 8月2日   |
| 第420回 | 5人中2人出来たら"帰れま2"第3夜                                                     | 8月9日   |
| 第421回 | 5人中2人出来たら"帰れま2"第4夜／北海道の笑顔プロジェクト12巡目 戸次編              | 8月16日  |
| 第422回 | 5人中2人出来たら"帰れま2"最終夜                                                    | 8月23日  |
| 第423回 | 北海道の笑顔プロジェクト12巡目 音尾・森崎の旅                                      | 8月30日  |
| 第424回 | 北海道の笑顔プロジェクト12巡目 大泉・安田の旅                                      | 9月6日   |
| 第425回 | ハナタレモテ男選手権 第1夜／北海道の笑顔プロジェクト12順目 大泉・安田の旅          | 9月20日  |
| 第426回 | ハナタレモテ男選手権 第2夜／北海道の笑顔プロジェクト12巡目 戸次編                  | 9月27日  |
| 第427回 | ハナタレモテ男選手権 第3夜／笑顔プロジェクト12巡目 安田編                          | 10月4日  |
| 第428回 | ハナタレモテ男選手権 最終夜                                                        | 10月11日 |
| 第429回 | 北海道の笑顔プロジェクト12巡目 大泉・森崎の旅                                      | 10月18日 |
| 第430回 | 北海道の笑顔プロジェクト12巡目 安田・音尾・戸次の旅                                | 10月25日 |
| 第431回 | ハナタレ美食ツアー 第1夜／北海道の笑顔プロジェクト12巡目 大泉編                    | 11月1日  |
| 第432回 | ハナタレ美食ツアー 第2夜／北海道の笑顔プロジェクト12巡目 森崎編                    | 11月8日  |
| 第433回 | ハナタレ美食ツアー 第3夜／北海道の笑顔プロジェクト12巡目 大泉編                    | 11月15日 |
| 第434回 | ハナタレ美食ツアー 最終夜                                                          | 11月22日 |
| 第435回 | 北海道の笑顔プロジェクト12巡目 戸次・音尾の旅                                      | 11月29日 |
| 第436回 | 北海道の笑顔プロジェクト12巡目 安田・森崎の旅                                      | 12月6日  |
| 第437回 | ハナタレナックスDVD第3滴発売記念スペシャル！ 第1夜                                 | 12月13日 |
| 第438回 | ハナタレナックスDVD第3滴発売記念スペシャル！ 第2夜                                 | 12月20日 |

※7月19日、9月13日の放送はゴルフ中継のため休止。

### 2013年
| 第439回 | ハナタレナックスDVD第3滴発売記念スペシャル！ 第3夜                                     | 1月10日  |
| 第440回 | ハナタレナックスDVD第3滴発売記念スペシャル！ 最終夜／笑顔プロジェクト13巡目 安田編     | 1月17日  |
| 第441回 | ハナタレナックス10周年企画会議                                                         | 1月24日  |
| 第442回 | ハナタレナックス10周年記念企画 第1夜                                                   | 1月31日  |
| 第443回 | ハナタレナックス10周年記念企画 第2夜                                                   | 2月7日   |
| 第444回 | ハナタレナックス10周年記念企画 第3夜                                                   | 2月14日  |
| 第445回 | ハナタレナックス10周年記念企画 大宴会スペシャル 第4夜／北海道の笑顔プロジェクト 大泉編 | 2月21日  |
| 第446回 | 北海道の笑顔プロジェクト13巡目 森崎・音尾の旅                                          | 2月28日  |
| 第447回 | 北海道の笑顔プロジェクト13巡目 大泉・安田の旅                                          | 3月7日   |
| 第448回 | 10周年記念特別企画第2弾 オナラで運命演奏 第1夜                                         | 3月14日  |
| 第449回 | 10周年記念特別企画第2弾 オナラで運命演奏 第2夜                                         | 3月21日  |
| 第450回 | 10周年記念特別企画第2弾 オナラで運命演奏 第3夜                                         | 3月28日  |
| 第451回 | 10周年記念特別企画第2弾 オナラで運命演奏 第4夜                                         | 4月4日   |
| 第452回 | 10周年記念特別企画第2弾 オナラで運命演奏 最終夜                                        | 4月11日  |
| 第453回 | 北海道の笑顔プロジェクト13順目 戸次編／オナラで「運命」演奏オマケ                      | 4月18日  |
| 第454回 | 北海道の笑顔プロジェクト13順目 大泉・音尾の旅                                          | 4月25日  |
| 第455回 | 北海道の笑顔プロジェクト13巡目 森崎・戸次の旅                                          | 5月2日   |
| 第456回 | ハナタレ沖縄ツアー2013 第1夜                                                           | 5月9日   |
| 第457回 | ハナタレ沖縄ツアー2013 第2夜                                                           | 5月16日  |
| 第458回 | ハナタレ沖縄ツアー2013 最終夜                                                          | 5月23日  |
| 第459回 | 北海道の笑顔プロジェクト13巡目 安田・音尾の旅                                          | 5月30日  |
| 第460回 | 北海道の笑顔プロジェクト13巡目 大泉・森崎の旅                                          | 6月6日   |
| 第461回 | 北海道の笑顔プロジェクト13巡目 森崎・音尾の旅                                          | 6月20日  |
| 第462回 | チームナックス観察バラエティー ちょいのり第3弾 前編                                    | 6月27日  |
| 第463回 | チームナックス観察バラエティー ちょいのり第3弾 後編                                    | 7月4日   |
| 第464回 | 北海道の笑顔プロジェクト14順目 戸次・大泉の旅                                          | 7月11日  |
| 第465回 | 北海道の笑顔プロジェクト14順目 大泉・音尾の旅                                          | 7月25日  |
| 第466回 | 目指せ高額賞金！帰ってきたマシュマロキャッチ 第1夜                                     | 8月8日   |
| 第467回 | 目指せ高額賞金！帰ってきたマシュマロキャッチ 第2夜                                     | 8月15日  |
| 第468回 | 北海道の笑顔プロジェクト 安田・森崎の旅                                                | 8月22日  |
| 第469回 | 北海道の笑顔プロジェクト 戸次・音尾の旅                                                | 8月29日  |
| 第470回 | ハナタレ看板ラリー 第1夜                                                               | 9月5日   |
| 第471回 | ハナタレ看板ラリー 第2夜                                                               | 9月12日  |
| 第472回 | ハナタレ看板ラリー 第3夜                                                               | 9月19日  |
| 第473回 | ハナタレ看板ラリー 第4夜                                                               | 9月26日  |
| 第474回 | ハナタレ看板ラリー 最終夜                                                              | 10月3日  |
| 第475回 | 北海道の笑顔プロジェクト 森崎・安田の旅                                                | 10月10日 |
| 第476回 | 北海道の笑顔プロジェクト 大泉・音尾の旅                                                | 10月17日 |
| 第477回 | ハナタレ美食ツアー2013 第1夜                                                           | 10月24日 |
| 第478回 | ハナタレ美食ツアー2013 第2夜                                                           | 10月31日 |
| 第479回 | ハナタレ美食ツアー2013 最終夜                                                          | 11月7日  |
| 第480回 | 北海道の笑顔プロジェクト 戸次・安田の旅                                                | 11月14日 |
| 第481回 | 北海道の笑顔プロジェクト 大泉・戸次の旅                                                | 11月21日 |
| 第482回 | チームナックス一問一答 忘年会ver 第1夜                                                 | 11月28日 |
| 第483回 | チームナックス一問一答 忘年会ver 第2夜                                                 | 12月5日  |
| 第484回 | チームナックス一問一答 忘年会ver 最終夜                                                | 12月12日 |
| 第485回 | 年賀CM製作(企画発表) 北海道の笑顔プロジェクト 音尾琢真の旅                             | 12月19日 |

※6月13日、7月18日、8月1日の放送はゴルフ中継のため休止。

### 2014年
| 第486回 | 新春！年賀CMを作ろう                                                                             | 1月9日   |
| 第487回 | 北海道の笑顔プロジェクト 安田・音尾の旅                                                          | 1月16日  |
| 第488回 | 北海道の笑顔プロジェクト 大泉・戸次の旅                                                          | 1月23日  |
| 第489回 | 北海道の笑顔プロジェクト 安田・森崎の旅                                                          | 1月30日  |
| 第490回 | ハナタレKING OF RAMEN in豊平区 第1夜                                                             | 2月6日   |
| 第491回 | ハナタレKING OF RAMEN in豊平区 第2夜／北海道の笑顔プロジェクト15順目 戸次の旅                    | 2月13日  |
| 第492回 | ハナタレKING OF RAMEN in豊平区 第3夜／北海道の笑顔プロジェクト15順目 森崎の旅                    | 2月20日  |
| 第493回 | ハナタレKING OF RAMEN in豊平区 第4夜／北海道の笑顔プロジェクト15順目 大泉の旅                    | 2月27日  |
| 第494回 | ハナタレKING OF RAMEN in豊平区 最終夜                                                            | 3月6日   |
| 第495回 | 北海道の笑顔プロジェクト15巡目 音尾・戸次の旅                                                    | 3月13日  |
| 第496回 | 北海道の笑顔プロジェクト15巡目 大泉・戸次の旅                                                    | 3月20日  |
| 第497回 | ハナタレナックス放送"約500回"記念 大人の沖縄修学旅行 第1夜                                       | 3月27日  |
| 第498回 | ハナタレナックス放送"約500回"記念 大人の沖縄修学旅行 第2夜                                       | 4月3日   |
| 第499回 | ハナタレナックス放送"約500回"記念 大人の沖縄修学旅行 第3夜                                       | 4月10日  |
| 第500回 | ハナタレナックス放送500回記念 大人の沖縄修学旅行 第4夜                                           | 4月17日  |
| 第501回 | ハナタレナックス放送500回記念 大人の沖縄修学旅行 第5夜                                           | 4月24日  |
| 第502回 | ハナタレナックス放送500回記念 大人の沖縄修学旅行 第6夜                                           | 5月1日   |
| 第503回 | ハナタレナックス放送500回記念 大人の沖縄修学旅行 最終夜／北海道の笑顔プロジェクト15順目 音尾の旅 | 5月8日   |
| 第504回 | 北海道の笑顔プロジェクト15順目 戸次・安田の旅                                                    | 5月15日  |
| 第505回 | 北海道の笑顔プロジェクト15順目 戸次・大泉の旅                                                    | 5月22日  |
| 第506回 | ハナタレ謎解きゲーム 第1夜                                                                       | 5月29日  |
| 第507回 | ハナタレ謎解きゲーム 第2夜                                                                       | 6月5日   |
| 第508回 | ハナタレ謎解きゲーム 第3夜                                                                       | 6月12日  |
| 第509回 | ハナタレ謎解きゲーム最終夜／北海道の笑顔プロジェクト15順目 安田の旅                              | 6月19日  |
| 第510回 | 北海道の笑顔プロジェクト15順目 大泉・森崎の旅                                                    | 6月26日  |
| 第511回 | 北海道の笑顔プロジェクト15順目 森崎・16順目 大泉の旅                                             | 7月3日   |
| 第512回 | ハナタレKING OF RAMEN 第2弾 in北区 第1夜                                                         | 7月24日  |
| 第513回 | ハナタレKING OF RAMEN 第2弾 in北区 第2夜                                                         | 7月31日  |
| 第514回 | ハナタレKING OF RAMEN 第2弾 in北区 最終夜                                                        | 8月7日   |
| 第515回 | 北海道の笑顔プロジェクト16順目 戸次・森崎の旅                                                    | 8月14日  |
| 第516回 | 北海道の笑顔プロジェクト16順目 音尾の旅                                                          | 8月21日  |
| 第517回 | ハナタレ看板ラリー2014 第1夜                                                                     | 8月28日  |
| 第518回 | ハナタレ看板ラリー2014 第2夜                                                                     | 9月4日   |
| 第519回 | ハナタレ看板ラリー2014 第3夜                                                                     | 9月11日  |
| 第520回 | ハナタレ看板ラリー2014 最終夜                                                                    | 9月18日  |
| 第521回 | 北海道の笑顔プロジェクト16順目 大泉・森崎の旅                                                    | 9月25日  |
| 第522回 | 北海道の笑顔プロジェクト16順目 戸次・安田の旅                                                    | 10月2日  |
| 第523回 | 俺のたまごかけご飯 第1夜                                                                         | 10月9日  |
| 第524回 | 俺のたまごかけご飯 第2夜                                                                         | 10月16日 |
| 第525回 | 俺のたまごかけご飯 最終夜                                                                        | 10月23日 |
| 第526回 | 北海道の笑顔プロジェクト16順目 安田・森崎の旅                                                    | 10月30日 |
| 第527回 | 北海道の笑顔プロジェクト16順目 大泉・音尾の旅                                                    | 11月6日  |
| 第528回 | ちょいのり第4弾 in美瑛 第1夜                                                                     | 11月13日 |
| 第529回 | ちょいのり第4弾 in美瑛 第2夜                                                                     | 11月20日 |
| 第530回 | ちょいのり第4弾 in美瑛 最終夜                                                                    | 11月27日 |
| 第531回 | 北海道の笑顔プロジェクト16順目 戸次・音尾の旅                                                    | 12月4日  |
| 第532回 | 北海道の笑顔プロジェクト16順目 戸次・安田の旅                                                    | 12月11日 |
| 第533回 | 北海道の笑顔プロジェクト16順目 安田の旅                                                          | 12月18日 |

※7月10日、7月17日の放送はゴルフ中継のため休止。

### 2015年
| -       | 全国特番決定記念！ 『ハナタレナックス 新春スペシャル傑作選』                                                       | 1月3日   |
| 第534回 | チャレンジ5 第1夜                                                                                                  | 1月8日   |
| 第535回 | チャレンジ5 第2夜                                                                                                  | 1月15日  |
| 第536回 | チャレンジ5 最終夜                                                                                                 | 1月22日  |
| 第537回 | 放送12周年記念！特別企画～OPリニューアル～                                                                         | 1月29日  |
| 第538回 | 北海道の笑顔プロジェクト16順目 戸次の旅 +くじ引き+ 17順目 安田の旅                                                 | 2月5日   |
| 第539回 | 北海道の笑顔プロジェクト17順目 音尾･森崎の旅                                                                       | 2月12日  |
| -       | EX-特別編 自由気ままなドライブ旅☆ちょいのり!in函館                                                                 | 2月15日  |
| 第540回 | 全国特番の舞台裏＆未公開映像大放出！ 第1夜                                                                         | 2月19日  |
| 第541回 | 全国特番の舞台裏＆未公開映像大放出！ 最終夜                                                                        | 2月26日  |
| 第542回 | 4月はじまり人文字カレンダーを作ろう！企画                                                                          | 3月5日   |
| 第543回 | 北海道の笑顔プロジェクト17順目 大泉･安田の旅                                                                       | 3月12日  |
| 第544回 | 北海道の笑顔プロジェクト17順目 森崎･戸次の旅                                                                       | 3月19日  |
| 第545回 | 「ハナタレ一問一答」第1夜                                                                                          | 3月26日  |
| 第546回 | 「ハナタレ一問一答」第2夜                                                                                          | 4月2日   |
| 第547回 | 「ハナタレ一問一答」最終夜                                                                                         | 4月9日   |
| 第548回 | 北海道の笑顔プロジェクト17巡目 大泉･音尾の旅                                                                       | 4月16日  |
| 第549回 | 北海道の笑顔プロジェクト17巡目 森崎･戸次の旅                                                                       | 4月23日  |
| 第550回 | ハナタレKING OF RAMEN in東区 第1夜                                                                                 | 4月30日  |
| 第551回 | ハナタレKING OF RAMEN in東区 第2夜                                                                                 | 5月7日   |
| 第552回 | ハナタレKING OF RAMEN in東区 最終夜                                                                                | 5月14日  |
| 第553回 | 北海道の笑顔プロジェクト17巡目 大泉･森崎の旅                                                                       | 5月21日  |
| 第554回 | 北海道の笑顔プロジェクト17巡目 戸次･音尾の旅                                                                       | 5月28日  |
| 第555回 | ハナタレ男子新体操 with 帰ってきた鬼コーチ (1)                                                                     | 6月4日   |
| 第556回 | ハナタレ男子新体操 with 帰ってきた鬼コーチ (2)                                                                     | 6月11日  |
| 第557回 | ハナタレ男子新体操 with 帰ってきた鬼コーチ (3)                                                                     | 6月18日  |
| 第558回 | ハナタレばんえい競馬入門 第1夜                                                                                     | 6月25日  |
| 第559回 | ハナタレばんえい競馬入門 第2夜                                                                                     | 7月2日   |
| 第560回 | ハナタレばんえい競馬入門 番外編 + 北海道の笑顔プロジェクト17順目 音尾の旅                                          | 7月9日   |
| 第561回 | 北海道の笑顔プロジェクト17順目 大泉・安田の旅                                                                      | 7月23日  |
| 第562回 | 北海道の笑顔プロジェクト17順目 大泉・18順目 音尾の旅                                                               | 8月13日  |
| 第563回 | 北海道の笑顔プロジェクト18順目 戸次・安田の旅                                                                      | 8月20日  |
| 第564回 | 特別企画 チームナックスという役者たち 第1夜                                                                        | 8月27日  |
| 第565回 | 特別企画 チームナックスという役者たち 第2夜                                                                        | 9月3日   |
| 第566回 | 北海道の笑顔プロジェクト18順目 大泉・安田の旅                                                                      | 9月10日  |
| 第567回 | 北海道の笑顔プロジェクト18順目 森崎・音尾の旅                                                                      | 9月17日  |
| 第568回 | ハヤシさん卒業記念特別企画～ナックスに続け！次のスターは君だ～」第1夜                                              | 9月24日  |
| 第569回 | ハヤシさん卒業記念特別企画～ナックスに続け！次のスターは君だ～」第2夜                                              | 10月1日  |
| 第570回 | 北海道の笑顔プロジェクト18順目 音尾・戸次の旅                                                                      | 10月8日  |
| 第571回 | 北海道の笑顔プロジェクト18順目 森崎・安田の旅                                                                      | 10月16日 |
| 第572回 | ハナタレ夜の福岡おもてなしツアー第1夜                                                                              | 10月22日 |
| 第573回 | ハナタレ夜の福岡おもてなしツアー第2夜                                                                              | 10月29日 |
| 第574回 | ハナタレ夜の福岡おもてなしツアー最終夜                                                                             | 11月5日  |
| 第575回 | 北海道の笑顔プロジェクト18順目 大泉・安田の旅                                                                      | 11月12日 |
| 第576回 | ハナタレナックスDVD第5滴-2007傑作選-発売記念特別企画第1弾 これを見たらもしかして買いたくなっちゃうかもよスペシャル | 11月19日 |
| 第577回 | ハナタレナックスDVD第5滴-2007傑作選-発売記念特別企画第1弾 DVDからは惜しくも漏れたけど案外面白いかもよスペシャル    | 11月26日 |
| 第578回 | 北海道の笑顔プロジェクト18順目 音尾・森崎の旅                                                                      | 12月3日  |
| 第579回 | 北海道の笑顔プロジェクト18順目 安田・戸次の旅                                                                      | 12月10日 |
| 第580回 | 北海道の笑顔プロジェクト18順目 大泉・音尾の旅                                                                      | 12月17日 |

※特番・中継による放送休止は以下の通り。
- 7月16・30日：ゴルフ中継のため
- 8月6日：水泳中継のため

### 2016年
| 第581回 | ハナタレKING OF RAMEN in 白石区 第1夜                                                    | 1月14日  |  |
| 第582回 | ハナタレKING OF RAMEN in 白石区 第2夜                                                    | 1月21日  |  |
| 第583回 | ハナタレKING OF RAMEN in 白石区 最終夜                                                   | 1月28日  |  |
| 第584回 | 北海道の笑顔プロジェクト 戸次・森崎の旅                                                  | 2月4日   |  |
| -       | EX-特別編 チームナックスがゆく 北海道ドライブツアー ～札幌＆十勝でおもしろ看板探しの旅～ | 2月7日   |  |
| 第585回 | 「全国放送第2弾 札幌&十勝看板探しの旅」完全版 第1夜                                      | 2月11日  |  |
| 第586回 | 「全国放送第2弾 札幌&十勝看板探しの旅」完全版 第2夜                                      | 2月18日  |  |
| 第587回 | 「全国放送第2弾 札幌&十勝看板探しの旅」完全版 第3夜                                      | 2月25日  |  |
| 第588回 | 「全国放送第2弾 札幌&十勝看板探しの旅」完全版 最終夜                                     | 3月3日   |  |
| 第589回 | 北海道の笑顔プロジェクト19順目 大泉・音尾の旅                                            | 3月10日  |  |
| 第590回 | 北海道の笑顔プロジェクト19順目 安田・戸次の旅                                            | 3月17日  |  |
| 第591回 | チームナックス結成20周年記念 東京よくばりツアー 第1夜                                    | 3月24日  |  |
| 第592回 | チームナックス結成20周年記念 東京よくばりツアー 第2夜                                    | 3月31日  |  |
| 第593回 | チームナックス結成20周年記念 東京よくばりツアー 最終夜                                   | 4月7日   |  |
| 第594回 | 北海道の笑顔プロジェクト19順目 大泉・安田の旅                                            | 4月21日  |  |
| 第595回 | 「ハナタレ一問一答」第4弾 第1夜                                                          | 4月28日  |  |
| 第596回 | 「ハナタレ一問一答」第4弾 第2夜                                                          | 5月5日   |  |
| 第597回 | 「ハナタレ一問一答」第4弾 最終夜＆北海道の笑顔プロジェクト19順目 音尾の旅                | 5月12日  |  |
| 第598回 | 北海道の笑顔プロジェクト19順目 戸次・森崎の旅                                            | 5月19日  |  |
| 第599回 | 北海道の笑顔プロジェクト19順目 森崎・安田の旅                                            | 5月26日  |  |
| 第600回 | 市電を貸し切って誕生日パーティー 第1夜                                                   | 6月2日   |  |
| 第601回 | 市電を貸し切って誕生日パーティー 第2夜                                                   | 6月9日   |  |
| 第602回 | 市電を貸し切ってパーティー 最終夜                                                        | 6月16日  |  |
| 第603回 | お寿司でホイ！ 第1夜                                                                     | 6月23日  |  |
| 第604回 | お寿司でホイ！ 第2夜                                                                     | 6月30日  |  |
| 第605回 | お寿司でホイ！ 最終夜                                                                    | 7月7日   |  |
| 第606回 | 北海道の笑顔プロジェクト19順目 大泉・音尾の旅                                            | 7月21日  |  |
| 第607回 | 北海道の笑顔プロジェクト19順目 森崎・大泉の旅                                            | 8月4日   |  |
| 第608回 | 北海道の笑顔プロジェクト19順目 戸次の旅・20順目 安田の旅                                 | 8月18日  |  |
| 第609回 | 謎解きゲーム 第1夜                                                                       | 8月25日  |  |
| 第610回 | 謎解きゲーム 第2夜                                                                       | 9月1日   |  |
| 第611回 | 謎解きゲーム 第3夜                                                                       | 9月8日   |  |
| 第612回 | 謎解きゲーム 最終夜                                                                      | 9月15日  |  |
| 第613回 | 北海道の笑顔プロジェクト20順目 森崎・戸次の旅                                            | 9月22日  |  |
| 第614回 | 北海道の笑顔プロジェクト20順目 大泉・音尾の旅                                            | 9月29日  |  |
| 第615回 | チームナックス結成20周年特別企画 20分の壁 第1夜                                          | 10月6日  |  |
| 第616回 | チームナックス結成20周年特別企画 20分の壁 第2夜                                          | 10月13日 |  |
| 第617回 | チームナックス結成20周年特別企画 20分の壁 第3夜                                          | 10月20日 |  |
| 第618回 | チームナックス結成20周年特別企画 20分の壁 最終夜                                         | 10月27日 |  |
| 第619回 | 北海道の笑顔プロジェクト20順目 大泉・戸次の旅                                            | 11月3日  |  |
| 第620回 | 北海道の笑顔プロジェクト20順目 安田・音尾の旅                                            | 11月10日 |  |
| 第621回 | チームナックスとHTBの20年、プラスα 第1夜                                                 | 11月17日 |  |
| 第622回 | チームナックスとHTBの20年、プラスα 第2夜                                                 | 11月24日 |  |
| 第623回 | チームナックスとHTBの20年、プラスα 第3夜                                                 | 12月1日  |  |
| 第624回 | チームナックスとHTBの20年、プラスα 第4夜                                                 | 12月8日  |  |
| 第625回 | チームナックスとHTBの20年、プラスα 第5夜                                                 | 12月15日 |  |
| 第626回 | チームナックスとHTBの20年、プラスα 最終夜                                                | 12月22日 |  |

※特番・中継による放送休止は以下の通り。
- 4月14日：熊本地震特番のため
- 7月28日：ゴルフ中継のため
- 12月29日：年末放送のため

### 2017年
| 第627回 | 北海道の笑顔プロジェクト20順目 大泉・森崎の旅                                    | 1月19日                           |
| 第628回 | ハナタレKING OF RAMEN in 西区 第1夜                                              | 1月26日                           |
| 第629回 | ハナタレKING OF RAMEN in 西区 第2夜                                              | 2月2日                            |
| 第630回 | ハナタレKING OF RAMEN in 西区 最終夜                                             | 2月9日                            |
| -       | EX-特別編 世界遺産・知床をゆくチームナックス5人旅 絶景+秘湯×北海道グルメ=珍道中? | 2月12日                           |
| 第631回 | 全国特番未公開シーン大放出！PARTI                                                | 2月16日                           |
| 第632回 | 全国特番未公開シーン大放出！PARTII＆一問一答in東京 第1夜                         | 2月23日                           |
| 第633回 | ハナタレ一問一答in東京 第2夜                                                     | 3月2日                            |
| 第634回 | ハナタレ一問一答in東京 第3夜                                                     | 3月9日                            |
| 第635回 | ハナタレ一問一答in東京 最終夜                                                    | 3月16日                           |
| 第636回 | 北海道の笑顔プロジェクト20順目 戸次・安田の旅                                    | 3月30日                           |
| 第637回 | 北海道の笑顔プロジェクト20順目 大泉・音尾の旅                                    | 4月6日                            |
| 第638回 | 冬のスピード王決定戦!雪上カートレース対決 第1夜                                  | 4月13日                           |
| 第639回 | 冬のスピード王決定戦!雪上カートレース対決 第2夜                                  | 4月20日                           |
| 第640回 | 冬のスピード王決定戦!雪上カートレース対決 最終夜                                 | 4月27日                           |
| 第641回 | ちょいのり!in旭川 第1夜                                                          | 5月4日                            |
| 第642回 | ちょいのり!in旭川 第2夜                                                          | 5月11日                           |
| 第643回 | ちょいのり!in旭川 第3夜                                                          | 5月18日                           |
| 第644回 | 母校対抗!ハナタレ大運動会 第1夜                                                  | 5月25日                           |
| 第645回 | 母校対抗!ハナタレ大運動会 第2夜                                                  | 6月1日                            |
| 第646回 | 母校対抗!ハナタレ大運動会 第3夜                                                  | 6月8日                            |
| 第647回 | 母校対抗!ハナタレ大運動会 第4夜                                                  | 6月15日                           |
| 第648回 | 母校対抗!ハナタレ大運動会 第5夜                                                  | 6月22日                           |
| 第649回 | 北海道の笑顔プロジェクト21順目 チームナックス5人の旅 第1夜                       | 6月29日                           |
| 第650回 | 北海道の笑顔プロジェクト21順目 チームナックス5人の旅 第2夜                       | 7月6日                            |
| 第651回 | 北海道の笑顔プロジェクト21順目 チームナックス5人の旅 第3夜                       | 7月13日                           |
| 第652回 | オナラで名曲演奏～第2章～ 第1夜                                                  | 8月24日                           |
| 第653回 | オナラで名曲演奏～第2章～ 第2夜                                                  | 8月31日                           |
| 第654回 | オナラで名曲演奏～第2章～ 第3夜                                                  | 9月7日                            |
| 第655回 | オナラで名曲演奏～第2章～ 最終夜                                                 | 9月14日                           |
| 第656回 | 北海道の笑顔プロジェクト21順目 チームナックス5人の旅 第4夜                       | 9月21日                           |
| 第657回 | 北海道の笑顔プロジェクト21順目 チームナックス5人の旅 第5夜                       | 9月28日                           |
| 第658回 | 20分の壁 第2弾 第1夜                                                             | 10月5日                           |
| 第659回 | 20分の壁 第2弾 第2夜                                                             | 10月12日                          |
| 第660回 | 20分の壁 第2弾 第3夜                                                             | 10月19日                          |
| 第661回 | 20分の壁 第2弾 第4夜                                                             | 10月26日                          |
| 第662回 | 北海道の笑顔プロジェクト21順目 チームナックス5人の旅 第6夜                       | 11月2日                           |
| 第663回 | 北海道の笑顔プロジェクト21順目 チームナックス5人の旅 第7夜                       | 11月9日                           |
| 第664回 | ハナタレKING OF RAMEN in 中央区 第1夜                                            | 11月16日 （再放送:2019年8月18日） |
| 第665回 | ハナタレKING OF RAMEN in 中央区 第2夜                                            | 11月23日 （再放送:2019年8月25日） |
| 第666回 | ハナタレKING OF RAMEN in 中央区 第3夜                                            | 11月30日 （再放送:2019年9月1日）  |
| 第667回 | 北海道の笑顔プロジェクト21順目 チームナックス5人の旅 第8夜                       | 12月7日                           |

※各種特番・中継による放送休止は以下の通り。
- 1月5日、12日：年始特番のため
- 3月23日：サッカー中継のため
- 7月20日 - 8月17日：ゴルフ中継・世界水泳・熱闘甲子園、およびDVD製作のため
- 12月14日：『アメトーークPresentsホリケンふれあい旅』、おおよび『夜の巷を徘徊する 大泉洋とマツコは親友!穴場の遊園地へ』放送のため
- 12月21日：『夜の巷を徘徊する マツコ大泉洋と遊園地で乾杯!食事会での秘話を語る…。』放送のため
- 12月28日：年末特別番組放送のため

### 2018年
| 第668回 | 番組15周年記念 ハナタレ美食ツアー アニバーサリースペシャル 第1夜 | 1月18日 （再放送:2019年9月8日）         |
| 第669回 | 番組15周年記念 ハナタレ美食ツアー アニバーサリースペシャル 第2夜 | 1月25日 （再放送:2019年9月22日）        |
| 第670回 | 番組15周年記念 ハナタレ美食ツアー アニバーサリースペシャル 第3夜 | 2月1日 （再放送:2019年9月29日）         |
| -       | EX-特別編 チームナックスとゆく 北海道美食めぐりの旅in小樽        | 2月4日                                  |
| 第671回 | 全国特番・小樽美食めぐりの旅 未公開の秘蔵映像大放出 第1夜        | 2月8日                                  |
| 第672回 | 全国特番・小樽美食めぐりの旅 未公開の秘蔵映像大放出 第2夜        | 2月15日                                 |
| 第673回 | 全国特番・小樽美食めぐりの旅 未公開の秘蔵映像大放出 第3夜        | 2月22日                                 |
| 第674回 | 北海道の笑顔プロジェクト22順目 チームナックス5人の旅①            | 3月1日 （再放送:2019年10月6日）         |
| 第675回 | 北海道の笑顔プロジェクト22順目 チームナックス5人の旅②            | 3月8日 （再放送:2019年10月13日）        |
| 第676回 | 北海道の笑顔プロジェクト22順目 チームナックス5人の旅③            | 3月15日 （再放送:2019年11月24日）       |
| 第677回 | 特別企画 演劇ユニット・TEAM NACSの現在地                         | 3月22日                                 |
| 第678回 | 小樽手作りプレゼント当選者抽選会 第1夜                           | 3月29日                                 |
| 第679回 | 小樽手作りプレゼント当選者抽選会 第2夜                           | 4月5日                                  |
| 第680回 | 新企画 パパカフェ会議 第1夜                                      | 4月12日 （再放送:2019年12月1日）        |
| 第681回 | パパカフェ会議 第2夜                                             | 4月19日 （再放送:2019年12月8日）        |
| 第682回 | パパカフェ会議 第3夜                                             | 4月26日 （再放送:2020年1月12日）        |
| 第683回 | 北海道の笑顔プロジェクト22順目 チームナックス5人の旅④            | 5月3日 (再放送：5月9日、2020年1月19日)  |
| 第684回 | 北海道の笑顔プロジェクト22順目 チームナックス5人の旅⑤            | 5月10日 (再放送：5月16日・'20年1月26日) |
| 第685回 | 北海道の笑顔プロジェクト22順目 チームナックス5人の旅⑥            | 5月17日 (再放送：5月23日・'20年2月2日)  |
| 第686回 | パパ企画第二弾 パパからのプレゼント・前編                        | 5月24日 (再放送：5月30日)               |
| 第687回 | パパ企画第二弾 パパからのプレゼント・後編                        | 5月31日 (再放送：6月6日)                |
| 第688回 | 北海道の笑顔プロジェクト22順目 チームナックス5人の旅⑦            | 6月7日 (再放送：6月13日)                |
| 第689回 | ナックスボディチェック 第1夜                                     | 6月14日 （再放送：6月20日）             |
| 第690回 | ナックスボディチェック 第2夜                                     | 6月21日 （再放送：6月27日）             |
| 第691回 | ナックスボディチェック 第3夜                                     | 6月28日 （再放送：7月4日）              |
| 第692回 | ナックスボディチェック 第4夜                                     | 7月5日                                  |
| 第693回 | おもちゃの時間 第1夜                                             | 7月12日 （再放送：7月25日）             |
| 第694回 | おもちゃの時間 第2夜                                             | 7月26日 （再放送：8月8日）              |
| 第695回 | おもちゃの時間 最終夜                                            | 8月9日 （再放送：8月15日）              |
| 第696回 | ハナタレ脳みそチェック 第1夜                                     | 8月16日 (再放送：8月22日)               |
| 第697回 | ハナタレ脳みそチェック 第2夜                                     | 8月23日 (再放送：8月29日)               |
| 第698回 | ハナタレ脳みそチェック 第3夜                                     | 8月30日 (再放送：9月5日)                |
| 第699回 | ハナタレ脳みそチェック 最終夜                                    | 9月6日 (再放送：9月12日)                |
| 第700回 | 北海道の笑顔プロジェクト23順目 チームナックス5人の旅①            | 9月13日 (再放送：9月19日)               |
| 第701回 | HTB新社屋見学ツアー(HTB新社屋謎解きゲーム) 第1夜                 | 9月20日 （再放送：9月26日）             |
| 第702回 | HTB新社屋見学ツアー(HTB新社屋謎解きゲーム) 第2夜                 | 9月27日 （再放送：10月3日）             |
| 第703回 | HTB新社屋見学ツアー(HTB新社屋謎解きゲーム) 第3夜                 | 10月4日 （再放送：10月10日）            |
| 第704回 | 北海道の笑顔プロジェクト23順目 チームナックス5人の旅②            | 10月11日 （再放送：10月17日）           |
| 第705回 | 北海道の笑顔プロジェクト23順目 チームナックス5人の旅③            | 10月18日 （再放送：10月24日）           |
| 第706回 | 北海道の笑顔プロジェクト23順目 チームナックス5人の旅④            | 10月25日 （再放送：11月7日）            |
| 第707回 | ヨガカレンダーを作ろう！ 第1夜                                   | 11月8日 （再放送：11月14日）            |
| 第708回 | ヨガカレンダーを作ろう！ 第2夜                                   | 11月15日 （再放送：11月21日）           |
| 第709回 | 総合演出・音尾琢真 キュードリームジャンボリー密着(前編)          | 11月22日 （再放送：11月28日）           |
| 第710回 | 総合演出・音尾琢真 キュードリームジャンボリー密着(後編)          | 11月29日 （再放送：12月5日）            |
| 第711回 | 北海道の笑顔プロジェクト23順目 チームナックス5人の旅⑤            | 12月6日 （再放送：2019年1月9日）        |

※各種特番・中継による放送休止は以下の通り。
- 1月4日・11日：年始特番のため
- 7月11日：ワールドカップのため

### 2019年
| 第712回 | 北海道の笑顔プロジェクト23順目 チームナックス5人の旅⑥                      | 1月10日 （再放送：1月16日） |
| 第713回 | 北海道の笑顔プロジェクト23順目 チームナックス5人の旅⑦                      | 1月17日 （再放送：1月23日） |
| 第714回 | 北海道の笑顔プロジェクト23順目 チームナックス5人の旅⑧                      | 1月24日 （再放送：1月30日） |
| 第715回 | 北海道の笑顔プロジェクト23順目 チームナックス5人の旅⑨                      | 1月31日 （再放送：2月6日）  |
| 第716回 | 全国放送直前スペシャル「すごろくトーク」                                   | 2月7日 （再放送：2月13日）  |
| -       | EX-特別編 ニッポンが行きたい北海道～ドキドキ！札幌すごろくツアー           | 2月10日                     |
| 第717回 | ハナタレナックス全国特番 第五弾 未公開シーン大放出！第一夜                 | 2月14日 （再放送：2月20日） |
| 第718回 | ハナタレナックス全国特番 第五弾 未公開シーン大放出！第二夜                 | 2月21日 （再放送：2月27日） |
| 第719回 | ハナタレナックス全国特番 第五弾 未公開シーン大放出！最終夜                 | 2月28日 （再放送：3月6日）  |
| 第720回 | 5人が出演するドラマに密着                                                  | 3月7日 （再放送：3月13日）  |
| 第721回 | ハナタレ美食ツアー第11弾 第1夜                                             | 3月14日                     |
| 第722回 | ハナタレ美食ツアー第11弾 第2夜                                             | 3月21日 （再放送：3月27日） |
| 第723回 | ハナタレ美食ツアー第11弾 最終夜                                            | 3月28日 （再放送：4月3日）  |
| 第724回 | おもちゃの時間 第2弾①                                                      | 4月4日 （再放送：4月10日）  |
| 第725回 | おもちゃの時間 第2弾②                                                      | 4月11日 （再放送：4月17日） |
| 第726回 | おもちゃの時間 第2弾最終夜                                                 | 4月18日 （再放送：4月24日） |
| 第727回 | 新元号・令和時代の運勢を占う！第1夜                                        | 4月25日 （再放送：5月1日）  |
| 第728回 | 新元号・令和時代の運勢を占う！第2夜                                        | 5月2日 （再放送：5月8日）   |
| 第729回 | 新元号・令和時代の運勢を占う！第3夜                                        | 5月9日 （再放送：5月15日）  |
| 第730回 | 番組CM撮影①                                                                | 5月16日 （再放送：5月22日） |
| 第731回 | 番組CM撮影②                                                                | 5月23日 （再放送：5月29日） |
| 第732回 | 番組CM撮影③                                                                | 5月30日 （再放送：6月5日）  |
| 第733回 | 番組CM撮影④                                                                | 6月6日 （再放送：6月12日）  |
| -       | ゴールデンSP 奥尻島5人旅～北海道の笑顔プロジェクト完結編～                 | 6月10日                     |
| 第734回 | ゴールデンSP 未公開シーン大放出！第一夜                                    | 6月13日 （再放送：6月19日） |
| 第735回 | ゴールデンSP 未公開シーン大放出！第二夜                                    | 6月20日 （再放送：6月26日） |
| 第736回 | ゴールデンSP 未公開シーン大放出！第三夜                                    | 6月27日 （再放送：7月3日）  |
| 第737回 | ゴールデンSP 未公開シーン大放出！第四夜                                    | 7月4日 （再放送：7月10日）  |
| 第738回 | ゴールデンSP 未公開シーン大放出！第五夜 北海道の笑顔プロジェクト爆笑傑作選 | 7月11日 （再放送：7月24日） |
| 第739回 | 北海道の笑顔プロジェクト傑作選                                             | 7月25日 （再放送：7月31日） |
| 第740回 | 北海道の笑顔プロジェクト傑作選                                             | 8月22日                     |
| 第741回 | ハナタレ一問一答①                                                          | 8月29日                     |
| 第742回 | ハナタレ一問一答②                                                          | 9月5日                      |
| 第743回 | ハナタレ一問一答③                                                          | 9月12日                     |
| 第744回 | 第2回ハナタレ大運動会①                                                     | 9月19日                     |
| 第745回 | 第2回ハナタレ大運動会②                                                     | 9月26日                     |
| 第746回 | 第2回ハナタレ大運動会③                                                     | 10月3日                     |
| 第747回 | 第2回ハナタレ大運動会④ おじさんといっしょ①                                 | 10月17日                    |
| 第748回 | おじさんといっしょ②                                                        | 10月24日                    |
| 第749回 | おじさんといっしょ③ コンテンポラリーダンス①                                | 10月31日                    |
| 第750回 | コンテンポラリーダンス②                                                    | 11月7日                     |
| 第751回 | コンテンポラリーダンス③                                                    | 11月14日                    |
| 第752回 | コンテンポラリーダンス④                                                    | 11月21日                    |
| 第753回 | コンテンポラリーダンス⑤ ハナタレKING OF RAMEN①                             | 11月28日                    |
| 第754回 | ハナタレKING OF RAMEN②                                                     | 12月5日                     |
| 第755回 | ハナタレKING OF RAMEN最終夜                                                | 12月12日                    |

※各種特番・中継による放送休止・繰り下げは以下の通り。特記のないものはいずれも休止扱い。
- 1月3日：年始特番のため
- 3月20日(再)：ドラマ『チャンネルはそのまま!』の放送のため
- 3月21日：『チャンネルはそのまま!』の放送のため55分繰り下げ
- 7月18日：「全英オープンゴルフ」中継のため
- 7月24日（再）・25日：「世界水泳韓国光州」中継、および「速報!甲子園への道」の放送のため
- 8月1日：「全英女子オープンゴルフ」中継のため
- 8月7日 - 21日：「熱闘甲子園」放送のため
- 8月22日：「熱闘甲子園」放送のため30分繰り下げ。
- 10月9日（再）・10日：「世界体操」中継のため
- 12月19日：ドラマ『ドクターX〜外科医・大門未知子〜』最終回スペシャルのため

### 2020年
| 第756回 | ハナタレ大新年会2020①                                         | 1月9日   |
| 第757回 | ハナタレ大新年会2020②                                         | 1月16日  |
| 第758回 | ハナタレ大新年会2020③                                         | 1月23日  |
| 第759回 | ハナタレ大新年会2020④                                         | 1月30日  |
| 第760回 | ハナタレウォッチング①                                         | 2月6日   |
| 第761回 | ハナタレウォッチング②                                         | 2月13日  |
| 第762回 | ハナタレウォッチング③                                         | 2月20日  |
| 第763回 | ハナタレウォッチング④                                         | 2月27日  |
| 第764回 | 新企画スタート記念15分拡大スペシャル『ソロ企画①大泉編』       | 3月5日   |
| 第765回 | ソロ企画②安田編                                               | 3月12日  |
| 第766回 | ソロ企画③森崎編                                               | 3月19日  |
| 第766回 | ソロ企画④戸次編                                               | 3月26日  |
| 第767回 | ソロ企画⑤音尾編                                               | 4月2日   |
| 第768回 | TVキラーコンテンツ周遊ツアー①                                 | 4月9日   |
| 第769回 | TVキラーコンテンツ周遊ツアー②                                 | 4月16日  |
| 第770回 | TVキラーコンテンツ周遊ツアー③                                 | 4月23日  |
| 第771回 | ソロ企画第2弾①大泉編                                          | 4月30日  |
| 第772回 | ソロ企画第2弾②安田編                                          | 5月7日   |
| 第773回 | ソロ企画第2弾③森崎編                                          | 5月14日  |
| 第774回 | ソロ企画第2弾④戸次編                                          | 5月21日  |
| 第775回 | 緊急企画「ハナタレオンライン会議」①                           | 5月28日  |
| 第776回 | 緊急企画「ハナタレオンライン会議」②                           | 6月4日   |
| 第777回 | 緊急企画「ハナタレオンライン会議」③ ソロ企画第2弾④戸次編（2） | 6月11日  |
| 第778回 | ソロ企画第2弾⑤音尾編                                          | 6月18日  |
| 第779回 | 緊急企画「ハナタレオンライン会議」番外編                      | 6月25日  |
| 第780回 | ハナタレオンライン会議II①                                     | 7月2日   |
| 第781回 | ハナタレオンライン会議II②                                     | 7月9日   |
| 第782回 | ハナタレオンライン会議II③                                     | 7月16日  |
| 第783回 | ハナタレオンライン会議II④                                     | 7月23日  |
| 第784回 | おもちゃの時間 第3弾①                                         | 7月30日  |
| 第785回 | おもちゃの時間 第3弾②                                         | 8月6日   |
| 第786回 | おもちゃの時間 第3弾③                                         | 8月13日  |
| 第787回 | おもちゃの時間 第3弾④                                         | 8月27日  |
| 第788回 | 森崎クイズSHOW①                                               | 9月3日   |
| 第789回 | 森崎クイズSHOW②                                               | 9月10日  |
| 第790回 | 森崎クイズSHOW③                                               | 9月17日  |
| 第791回 | 森崎クイズSHOW④                                               | 9月24日  |
| 第792回 | ハナタレキャンプ①                                             | 10月1日  |
| 第793回 | ハナタレキャンプ②                                             | 10月8日  |
| 第794回 | ハナタレキャンプ③                                             | 10月15日 |
| 第795回 | ハナタレキャンプ④                                             | 10月22日 |
| 第796回 | ハナタレキャンプ⑤ ハナタレカレンダー2021①                     | 10月29日 |
| 第797回 | ハナタレカレンダー2021②                                       | 11月5日  |
| 第798回 | ハナタレカレンダー2021③                                       | 11月12日 |
| 第799回 | ハナタレカレンダー2021④                                       | 11月19日 |
| 第800回 | ウポポイ＆新作ブルーレイ見どころSP①                           | 11月26日 |
| 第801回 | ウポポイ＆新作ブルーレイ見どころSP②                           | 12月3日  |
| -       | ハナタレナックスSP ウポポイに隠された美しき宝を探せ！         | 12月9日  |
| 第802回 | ウポポイ特番の裏側＆未公開①                                   | 12月10日 |

※特番・中継による放送休止は以下の通り。
- 1月2日：年始特番のため
- 8月20日：「全英女子オープンゴルフ」中継のため
- 12月17日 - 31日：年末特番のため

### 2021年
| 第803回 | ウポポイ特番の裏側＆未公開②                                 | 1月14日  |
| 第804回 | お年玉争奪！感覚ゲーム大会①                                 | 1月21日  |
| 第805回 | お年玉争奪！感覚ゲーム大会②                                 | 1月28日  |
| 第806回 | お年玉争奪！感覚ゲーム大会③                                 | 2月4日   |
| 第807回 | 朝までバカ討論①                                             | 2月11日  |
| 第808回 | 朝までバカ討論②                                             | 2月18日  |
| 第809回 | 朝までバカ討論③ いばらのもり再販企画①                       | 2月25日  |
| 第810回 | DVD復刻緊急企画！ココが変だよ！いばらのもり②                | 3月4日   |
| 第811回 | DVD復刻緊急企画！ココが変だよ！いばらのもり③                | 3月11日  |
| 第812回 | DVD復刻緊急企画！ココが変だよ！いばらのもり④                | 3月18日  |
| 第813回 | マジシャンへの道（3）①                                      | 3月25日  |
| 第812回 | マジシャンへの道（3）②                                      | 4月1日   |
| 第813回 | マジシャンへの道（3）③                                      | 4月8日   |
| 第814回 | マジシャンへの道（3）④                                      | 4月15日  |
| 第815回 | マジシャンへの道（3）⑤                                      | 4月22日  |
| 第816回 | カントリーサインでクイズ大会①                               | 4月29日  |
| 第817回 | カントリーサインでクイズ大会②                               | 5月6日   |
| 第818回 | カントリーサインでクイズ大会③                               | 5月13日  |
| 第819回 | 容疑者を吐かせろ!! 言わせる刑事①                            | 5月20日  |
| 第820回 | 容疑者を吐かせろ!! 言わせる刑事②                            | 5月27日  |
| 第821回 | 容疑者を吐かせろ!! 言わせる刑事最終夜                       | 6月3日   |
| 第822回 | ハナタレ美食ツアー TEAM NACS精力UP大作戦①                   | 6月10日  |
| 第823回 | ハナタレ美食ツアー TEAM NACS精力UP大作戦②                   | 6月17日  |
| 第824回 | ハナタレ美食ツアー TEAM NACS精力UP大作戦③                   | 6月24日  |
| 第825回 | ハナタレ美食ツアー TEAM NACS精力UP大作戦最終夜              | 7月1日   |
| 第826回 | ボツネタ検証委員会①                                         | 7月8日   |
| 第827回 | ボツネタ検証委員会②                                         | 7月22日  |
| 第828回 | ボツネタ検証委員会最終夜 わやなレストラン①                  | 8月5日   |
| 第829回 | わやなレストラン②                                           | 8月26日  |
| 第830回 | わやなレストラン③                                           | 9月2日   |
| 第831回 | わやなレストラン④                                           | 9月9日   |
| 第832回 | 新作ブルーレイ見どころSP                                    | 9月16日  |
| 第833回 | 森崎クイズSHOW（2）①                                        | 9月23日  |
| 第834回 | 森崎クイズSHOW（2）②                                        | 9月30日  |
| 第835回 | 森崎クイズSHOW（2）③                                        | 10月7日  |
| 第836回 | 森崎クイズSHOW（2）④                                        | 10月14日 |
| 第837回 | 巷の噂を検証！ハナタレLABO①                                 | 10月21日 |
| 第838回 | 巷の噂を検証！ハナタレLABO②                                 | 10月28日 |
| 第839回 | 巷の噂を検証！ハナタレLABO③                                 | 11月4日  |
| 第840回 | 巷の噂を検証！ハナタレLABO④ チームナックスVSほぼ、魔法使い① | 11月11日 |
| 第841回 | チームナックスVSほぼ、魔法使い②                             | 11月18日 |
| 第842回 | チームナックスVSほぼ、魔法使い③                             | 11月25日 |
| 第843回 | チームナックスVSほぼ、魔法使い④                             | 12月2日  |
| 第844回 | チームナックスVSほぼ、魔法使い⑤                             | 12月9日  |
| 第845回 | 2021年名場面総集編                                          | 12月16日 |

※特番・中継による放送休止は以下の通り。特記のないものはいずれも休止扱い。
- 1月7日：年始特番のため
- 7月15日：「全英オープンゴルフ」中継のため
- 7月29日：「甲子園への道」放送に伴う特別編成のため
- 8月12日：「熱闘甲子園」の放送のため
- 8月19日：「全英女子オープンゴルフ」中継のため
- 8月26日：「熱闘甲子園」の放送のため35分繰り下げ
- 12月23・30日：年末特番のため

### 2022年
| 第846回 | 違いがわかる男選手権①                                             | 1月13日  |
| 第847回 | 違いがわかる男選手権②                                             | 1月20日  |
| 第848回 | 違いがわかる男選手権③                                             | 1月27日  |
| 第849回 | 違いがわかる男選手権④                                             | 2月3日   |
| 第850回 | 違いがわかる男選手権⑤                                             | 2月10日  |
| 第851回 | オープニングタイトルリニューアル                                  | 2月17日  |
| 第852回 | 一足遅いよ！ハナタレ新年会2022➀                                   | 2月24日  |
| 第853回 | 一足遅いよ！ハナタレ新年会2022②                                   | 3月3日   |
| 第854回 | 一足遅いよ！ハナタレ新年会2022③                                   | 3月10日  |
| 第855回 | 一足遅いよ！ハナタレ新年会2022④                                   | 3月17日  |
| 第856回 | 一足遅いよ！ハナタレ新年会2022最終夜                              | 3月24日  |
| 第857回 | ドミノでギネス世界記録®に挑戦（前編）                             | 3月31日  |
| 第858回 | ドミノでギネス世界記録®に挑戦（後編）                             | 4月7日   |
| 第859回 | 夜までバカ討論①                                                   | 4月14日  |
| 第860回 | 夜までバカ討論②                                                   | 4月21日  |
| 第861回 | 夜までバカ討論最終夜 容疑者を吐かせろ!! もっと言わせる刑事①       | 4月28日  |
| 第862回 | 容疑者を吐かせろ!! もっと言わせる刑事②                            | 5月5日   |
| 第863回 | 容疑者を吐かせろ!! もっと言わせる刑事③                            | 5月12日  |
| 第864回 | 容疑者を吐かせろ!! もっと言わせる刑事④                            | 5月19日  |
| 第865回 | 容疑者を吐かせろ!! もっと言わせる刑事最終夜 近況報告会            | 5月26日  |
| 第866回 | おもちゃの時間第4弾➀                                              | 6月2日   |
| 第867回 | おもちゃの時間第4弾②                                              | 6月9日   |
| 第868回 | おもちゃの時間第4弾③                                              | 6月16日  |
| 第869回 | おもちゃの時間第4弾④                                              | 6月23日  |
| 第870回 | おもちゃの時間第4弾⑤                                              | 6月30日  |
| 第871回 | おもちゃの時間第4弾最終夜                                         | 7月7日   |
| 第872回 | ハナタレKING OF 深夜RAMEN①                                        | 7月21日  |
| 第873回 | ハナタレKING OF 深夜RAMEN②                                        | 7月28日  |
| 第874回 | ハナタレKING OF 深夜RAMEN③                                        | 8月11日  |
| 第875回 | ハナタレKING OF 深夜RAMEN最終夜                                   | 8月18日  |
| 第876回 | ハナタレキャンプ2022①                                             | 8月25日  |
| 第877回 | ハナタレキャンプ2022②                                             | 9月1日   |
| 第878回 | ハナタレキャンプ2022③                                             | 9月8日   |
| 第879回 | ハナタレキャンプ2022最終夜                                        | 9月15日  |
| 第880回 | クイズ価値観～5人のナックスと100人の視聴者～①                     | 9月22日  |
| 第881回 | クイズ価値観～5人のナックスと100人の視聴者～②                     | 9月29日  |
| 第882回 | クイズ価値観～5人のナックスと100人の視聴者～③                     | 10月6日  |
| 第883回 | クイズ価値観～5人のナックスと100人の視聴者～④                     | 10月13日 |
| 第884回 | クイズ価値観～5人のナックスと100人の視聴者～最終夜                | 10月20日 |
| 第885回 | 鼻垂商事観楓会➀                                                   | 10月27日 |
| 第886回 | 鼻垂商事観楓会②                                                   | 11月3日  |
| 第887回 | 鼻垂商事観楓会③                                                   | 11月10日 |
| 第888回 | 鼻垂商事観楓会④                                                   | 11月17日 |
| 第889回 | 鼻垂商事観楓会最終夜 たき火で語ろう！TEAM NACSに聞きたい20のこと① | 12月1日  |
| 第890回 | たき火で語ろう！TEAM NACSに聞きたい20のこと②                      | 12月8日  |
| 第891回 | たき火で語ろう！TEAM NACSに聞きたい20のこと③                      | 12月15日 |
| 第892回 | たき火で語ろう！TEAM NACSに聞きたい20のこと最終夜                 | 12月22日 |

※主な特番・中継による放送休止及び放送時間繰り下げは以下の通り。特記のないものはいずれも休止扱い。
- 1月6日：年始特番のため
- 7月14日:「全英オープンゴルフ」中継のため
- 8月4日：「全英女子オープンゴルフ」中継のため
- 8月11・18日：「熱闘甲子園」の放送で30分繰り下げ
- 11月24日：「FIFAワールドカップカタール2022」中継のため
- 12月1日-15日：ワールドカップ情報の放送で5分繰り下げ
- 12月29日：年末特番のため

### 2023年
| 第893回 | 攻めすぎ新企画①                                       | 1月26日  |
| 第894回 | 攻めすぎ新企画②                                       | 2月2日   |
| 第895回 | 攻めすぎ新企画③                                       | 2月9日   |
| 第896回 | 攻めすぎ新企画最終夜                                  | 2月16日  |
| 第897回 | ハナタレ美食ツアー2023①                               | 2月23日  |
| 第898回 | ハナタレ美食ツアー2023②                               | 3月2日   |
| 第899回 | ハナタレ美食ツアー2023③                               | 3月9日   |
| 第900回 | ハナタレ美食ツアー2023④                               | 3月23日  |
| 第901回 | ハナタレ美食ツアー2023最終夜                          | 3月30日  |
| 第902回 | 巷の噂を検証！ハナタレLABO2①                          | 4月6日   |
| 第903回 | 巷の噂を検証！ハナタレLABO2②                          | 4月13日  |
| 第904回 | 巷の噂を検証！ハナタレLABO2③                          | 4月20日  |
| 第905回 | 巷の噂を検証！ハナタレLABO2最終夜                     | 4月27日  |
| 第906回 | 音尾琢真誕生祭➀                                       | 5月4日   |
| 第907回 | 音尾琢真誕生祭②                                       | 5月11日  |
| 第908回 | 音尾琢真誕生祭③                                       | 5月18日  |
| 第909回 | 音尾琢真誕生祭最終夜 大泉洋誕生祭①                    | 5月25日  |
| 第910回 | 大泉洋誕生祭②                                         | 6月1日   |
| 第911回 | 大泉洋誕生祭③                                         | 6月8日   |
| 第912回 | 大泉洋誕生祭④                                         | 6月15日  |
| 第913回 | 大泉洋誕生祭最終夜                                    | 6月22日  |
| 第914回 | ハナタレ一問一答2023①                                 | 6月29日  |
| 第915回 | ハナタレ一問一答2023②                                 | 7月6日   |
| 第916回 | ハナタレ一問一答2023③                                 | 7月13日  |
| 第917回 | ハナタレ一問一答2023④                                 | 7月27日  |
| 第918回 | ハナタレ一問一答2023最終夜                            | 8月3日   |
| 第919回 | ハナタレキャンプ2023①                                 | 8月17日  |
| 第920回 | ハナタレキャンプ2023②                                 | 8月24日  |
| 第921回 | ハナタレキャンプ2023③                                 | 8月31日  |
| 第922回 | ハナタレキャンプ2023④                                 | 9月7日   |
| 第923回 | ハナタレキャンプ2023最終夜                            | 9月14日  |
| 第924回 | エスコンフィールドHOKKAIDO満喫ツアー➀                 | 9月21日  |
| 第925回 | エスコンフィールドHOKKAIDO満喫ツアー②                 | 9月28日  |
| 第926回 | エスコンフィールドHOKKAIDO満喫ツアー③                 | 10月5日  |
| 第927回 | エスコンフィールドHOKKAIDO満喫ツアー④                 | 10月12日 |
| 第928回 | エスコンフィールドHOKKAIDO満喫ツアー最終夜            | 10月19日 |
| 第929回 | 戸次重幸誕生祭①                                       | 10月26日 |
| 第930回 | 戸次重幸誕生祭②                                       | 11月9日  |
| 第931回 | 戸次重幸誕生祭③                                       | 11月16日 |
| 第932回 | 戸次重幸誕生祭最終夜 カリー軒で思い出を語ろう（前編） | 11月23日 |
| 第933回 | カリー軒で思い出を語ろう（後編）                      | 11月30日 |
| 第934回 | 森崎博之誕生祭①                                       | 12月7日  |
| 第935回 | 森崎博之誕生祭②                                       | 12月14日 |
| 第936回 | 森崎博之誕生祭最終夜                                  | 12月21日 |

※主な特番・中継による放送休止及び放送時間繰り下げは以下の通り。特記のないものはいずれも休止扱い。
- 1月5 - 19日：年始特番のため
- 3月16日：「出川一茂ホラン☆フシギの会」の放送のため
- 7月20日:「全英オープンゴルフ」中継のため
- 8月10日：「熱闘甲子園」の放送のため
- 8月17日：「熱闘甲子園」の放送のため30分繰り下げ
- 11月2日：「プロ野球日本シリーズ」中継の延長のため

### 2024年
| 第937回 | 安田顕誕生祭①                                       | 1月25日  |
| 第938回 | 安田顕誕生祭②                                       | 2月1日   |
| 第939回 | 安田顕誕生祭最終夜                                  | 2月8日   |
| 第940回 | ソロ企画第2弾・森崎編①                              | 2月15日  |
| 第941回 | ソロ企画第2弾・森崎編②                              | 2月22日  |
| 第942回 | ソロ企画第2弾・戸次編①                              | 2月29日  |
| 第943回 | ソロ企画第2弾・戸次編②                              | 3月7日   |
| 第944回 | わやなレストランⅡ①                                  | 3月14日  |
| 第945回 | わやなレストランⅡ②                                  | 3月21日  |
| 第946回 | ソロ企画第2弾・音尾編①                              | 3月28日  |
| 第947回 | ソロ企画第2弾・音尾編②                              | 4月4日   |
| 第948回 | ソロ企画第2弾・音尾編③                              | 4月11日  |
| 第949回 | ソロ企画第2弾・音尾編④                              | 4月18日  |
| 第950回 | ソロ企画第2弾・安田編①                              | 4月25日  |
| 第951回 | ソロ企画第2弾・安田編②                              | 5月2日   |
| 第952回 | 夜だけバカ討論2024                                  | 5月9日   |
| 第953回 | ソロ企画第2弾・大泉編①                              | 5月16日  |
| 第954回 | ソロ企画第2弾・大泉編②                              | 5月23日  |
| 第955回 | ソロ企画第2弾・大泉編③                              | 5月30日  |
| 第956回 | ソロ企画第2弾・大泉編④                              | 6月6日   |
| 第957回 | おもちゃの時間第5弾➀                                | 6月13日  |
| 第958回 | おもちゃの時間第5弾②                                | 6月20日  |
| 第959回 | おもちゃの時間第5弾③                                | 6月27日  |
| 第960回 | おもちゃの時間第5弾④                                | 7月4日   |
| 第961回 | おもちゃの時間第5弾最終夜                           | 7月11日  |
| 第962回 | ハナタレLABO第3弾①                                  | 7月18日  |
| 第963回 | ハナタレLABO第3弾②                                  | 7月25日  |
| 第964回 | ハナタレLABO第3弾③                                  | 8月1日   |
| 第965回 | ハナタレLABO第3弾最終夜 ハナタレキングオブつけ麺    | 8月8日   |
| 第966回 | ハナタレキングオブつけ麺①                           | 8月15日  |
| 第967回 | ハナタレキングオブつけ麺②                           | 8月22日  |
| 第968回 | ハナタレキングオブつけ麺③                           | 8月29日  |
| 第969回 | ハナタレキングオブつけ麺最終夜                      | 9月5日   |
| 第970回 | クイズあたりまえ王➀                                 | 9月12日  |
| 第971回 | クイズあたりまえ王②                                 | 9月19日  |
| 第972回 | クイズあたりまえ王③                                 | 9月26日  |
| 第973回 | クイズあたりまえ王④                                 | 10月3日  |
| 第974回 | クイズあたりまえ王最終夜                            | 10月10日 |
| 第975回 | 鼻垂商事観楓会2024①                                 | 10月17日 |
| 第976回 | 鼻垂商事観楓会2024②                                 | 10月24日 |
| 第977回 | 鼻垂商事観楓会2024③                                 | 10月31日 |
| 第978回 | 鼻垂商事観楓会2024最終夜                            | 11月7日  |
| 第979回 | ハナタレガイドを作ろう！一生に一度は行きたい北海道① | 11月14日 |
| 第980回 | ハナタレガイドを作ろう！一生に一度は行きたい北海道② | 11月21日 |
| 第981回 | ハナタレガイドを作ろう！一生に一度は行きたい北海道③ | 11月28日 |
| 第982回 | ハナタレガイドを作ろう！一生に一度は行きたい北海道④ | 12月5日  |
| 第983回 | ハナタレガイドを作ろう！一生に一度は行きたい北海道⑤ | 12月12日 |
| 第984回 | ハナタレガイドを作ろう！一生に一度は行きたい北海道⑥ | 12月19日 |

- 1月4日 年始特番休止
- 1月11日 特番休止
- 1月18日 特番休止

### 2025年
| 第985回  | ハナタレガイドを作ろう！一生に一度は行きたい北海道⑦                               | 1月23日 |
| 第986回  | ハナタレガイドを作ろう！一生に一度は行きたい北海道⑧                               | 1月30日 |
| 第987回  | ハナタレガイドを作ろう！一生に一度は行きたい北海道⑨                               | 2月6日  |
| 第988回  | ハナタレガイドを作ろう！一生に一度は行きたい北海道最終夜                          | 2月13日 |
| 第989回  | ハナタレ価値観チェック！ホントは何％？～大学生100人への公開アンケート調査～①      | 2月20日 |
| 第990回  | ハナタレ価値観チェック！ホントは何％？～大学生100人への公開アンケート調査～②      | 2月27日 |
| 第991回  | ハナタレ価値観チェック！ホントは何％？～大学生100人への公開アンケート調査～③      | 3月6日  |
| 第992回  | ハナタレ価値観チェック！ホントは何％？～大学生100人への公開アンケート調査～④      | 3月13日 |
| 第993回  | ハナタレ価値観チェック！ホントは何％？～大学生100人への公開アンケート調査～⑤      | 3月20日 |
| 第994回  | ハナタレ価値観チェック！ホントは何％？～大学生100人への公開アンケート調査～最終夜 | 3月27日 |
| 第995回  | ハナタレ男子会①                                                                   | 4月3日  |
| 第996回  | ハナタレ男子会②                                                                   | 4月10日 |
| 第997回  | ハナタレ男子会③                                                                   | 4月17日 |
| 第998回  | ハナタレ男子会最終夜                                                              | 4月24日 |
| 第999回  | 違いがわからない男決定戦①                                                         | 5月1日  |
| 第1000回 | 違いがわからない男決定戦②                                                         | 5月8日  |
| 第1001回 | 違いがわからない男決定戦③                                                         | 5月15日 |
| 第1002回 | 違いがわからない男決定戦④                                                         | 5月22日 |
| 第1003回 | 違いがわからない男決定戦⑤                                                         | 5月29日 |
| 第1004回 | 違いがわからない男決定戦最終夜                                                    | 6月5日  |
| 第1005回 | ハナタレ美食ツアー ジビエSP①                                                      | 6月12日 |
| 第1006回 | ハナタレ美食ツアー ジビエSP②                                                      | 6月19日 |
| 第1007回 | ハナタレ美食ツアー ジビエSP③                                                      | 6月26日 |
| 第1008回 | ハナタレ美食ツアー ジビエSP④                                                      | 7月3日  |
| 第1009回 | ハナタレ美食ツアー ジビエSP⑤                                                      | 7月10日 |
| 第1010回 | ハナタレ美食ツアー ジビエSP最終夜                                                 | 7月17日 |
| 第1011回 | ハナタレガイドを作ろう！一生に一度は行きたい北海道～白老町・苫小牧市・厚真町編～① | 7月24日 |
| 第1012回 | ハナタレガイドを作ろう！一生に一度は行きたい北海道～白老町・苫小牧市・厚真町編～② | 8月7日  |
| 第1013回 | ハナタレガイドを作ろう！一生に一度は行きたい北海道～白老町・苫小牧市・厚真町編～③ | 8月14日 |

- 1月2日 年始特番休止
- 1月9日 特番休止
- 1月16日 特番休止
- 7月31日 「世界水泳シンガポール」の中継のため休止

### 全国放送

#### 地上波
2015年より2019年まで年1回、テレビ朝日系列の単発特別番組枠サンデープレゼント（13:55 - 15:20）にて、全国ネットの特番シリーズ「ハナタレナックスEX-特別編」が放送され、2019年までに全5回放送された。
- 2015年2月15日[4]『大泉洋が!安田顕も!素顔全開!?自由気ままなドライブ旅☆ちょいのり!in函館』
- 2016年2月7日[24]『チームナックスがゆく 北海道ドライブツアー～札幌＆十勝でおもしろ看板探しの旅～』
- 2017年2月12日[25]『世界遺産・知床をゆくチームナックス5人旅 絶景+秘湯×北海道グルメ=珍道中?』
- 2018年2月4日[26]『チームナックスとゆく　北海道美食めぐりの旅in小樽』[29][30]
- 2019年2月10日[5]『ニッポンが行きたい北海道〜ドキドキ!札幌すごろくツアー』

進行役
- 森さやか（HTBアナウンサー） - 第1弾で担当。
- 石沢綾子（当時HTBアナウンサー） - 第2弾、第4弾、第5弾で担当
- 柳田知秀（当時HTBアナウンサー） - 第3弾で担当。
- 高橋春花（HTBアナウンサー） - 第4弾で担当。

ネット局
- 毎回テレビ朝日系全国24局[31]で同時ネットされる。テレビ朝日系の無い地域の一部の放送局では遅れネット(番販)される。制作局は太字。

| 放送対象地域  | 放送局                   | 系列                                         | 備考 |
| ------------- | ------------------------ | -------------------------------------------- | --- |
| 北海道        | 北海道テレビ（HTB）      | テレビ朝日系列                               | ※制作局 |
| 青森県        | 青森朝日放送（ABA）      | テレビ朝日系列                               | |
| 岩手県        | 岩手朝日テレビ（IAT）    | テレビ朝日系列                               | |
| 宮城県        | 東日本放送（KHB）        | テレビ朝日系列                               | |
| 秋田県        | 秋田朝日放送（AAB）      | テレビ朝日系列                               | |
| 山形県        | 山形テレビ（YTS）        | テレビ朝日系列                               | |
| 福島県        | 福島放送（KFB）          | テレビ朝日系列                               | |
| 関東広域圏    | テレビ朝日（EX）         | テレビ朝日系列                               | |
| 新潟県        | 新潟テレビ21（UX）       | テレビ朝日系列                               | |
| 石川県        | 北陸朝日放送（HAB）      | テレビ朝日系列                               | |
| 長野県        | 長野朝日放送（abn）      | テレビ朝日系列                               | |
| 静岡県        | 静岡朝日テレビ（SATV）   | テレビ朝日系列                               | |
| 中京広域圏    | メ〜テレ（NBN）          | テレビ朝日系列                               | |
| 近畿広域圏    | 朝日放送テレビ（ABC）    | テレビ朝日系列                               | |
| 岡山県 香川県 | 瀬戸内海放送（KSB）      | テレビ朝日系列                               | |
| 広島県        | 広島ホームテレビ（HOME） | テレビ朝日系列                               | |
| 山口県        | 山口朝日放送（yab）      | テレビ朝日系列                               | |
| 愛媛県        | 愛媛朝日テレビ（eat）    | テレビ朝日系列                               | |
| 福岡県        | 九州朝日放送（KBC）      | テレビ朝日系列                               | |
| 長崎県        | 長崎文化放送（NCC）      | テレビ朝日系列                               | |
| 熊本県        | 熊本朝日放送（KAB）      | テレビ朝日系列                               | |
| 大分県        | 大分朝日放送（OAB）      | テレビ朝日系列                               | |
| 鹿児島県      | 鹿児島放送（KKB）        | テレビ朝日系列                               | |
| 沖縄県        | 琉球朝日放送（QAB）      | テレビ朝日系列                               | |
| 高知県        | テレビ高知(KUTV)         | TBS系列                                      | 第1回(2015年)を3月4日23:58 - 25:22に放送。 第2回(2016年)を5月29日14:30 - 15:54に放送。 第3回(2017年)を4月22日16:00 - 17:25に放送。  |
| 山梨県        | テレビ山梨(UTY)          | TBS系列                                      | 第1回(2015年)を3月29日14:00 - 15:35に放送。 第2回(2016年)を3月27日14:00 - 15:35に放送。 第3回(2017年)を3月19日14:00 - 15:24に放送。 |
| 宮崎県        | テレビ宮崎(UMK)          | フジテレビ系列 日本テレビ系列 テレビ朝日系列 | 第2回(2016年)を3月26日 13:30 - 14:55に放送。 第3回(2017年)を3月5日13:05 - 14:30に放送。                                             |
| 鳥取県 島根県 | 日本海テレビ(NKT)        | 日本テレビ系列                               | 第2回(2016年)を5月1日15:00 - 16:25に放送。                                                                                          |

#### BS放送
2020年にHTB、2021年にBS朝日にて放送された。
- 2021年1月17日[33]『ハナタレナックスSP ウポポイに隠された美しき宝を探せ！』

進行役
- 宇梶剛士（俳優・タレント） - 「謎の声」として担当。[34]

## スタッフ
- ナレーション：谷口直樹 （北海道テレビ放送アナウンサー）
- オープニングタイトル：中島敬太郎、新水裕之、山﨑耕司
- 撮影：江谷拓、浅野光宏、三好一弥
- 音声：松澤聡、佐貫亮太、上田裕樹
- 照明：赤塚千紘、星野挙
- スタイリスト：小松江里子
- ヘアメイク：諸橋みゆき
- 美術：加藤千晶、近江真希、矢部真奈美
- 音響効果：工藤哲也、小崎悠平（FIXE）
- MA：沢里憲壮
- 協力：miruca、BgBee（以前は、CG・タイトル・美術）、ライズプランニング、KYORITZ、ONBEAT、RICE FORCE
- アシスタントディレクター：中山杏佳
- ディレクター：菊地真章、木下晃太郎、鎌田秀嗣
- プロデューサー：星悠平（以前は、ディレクター）
- エグゼクティブプロデューサー：杉山順一（以前は、チーフディレクター→プロデューサー→ゼネラルプロデューサー）
- 企画協力：CREATIVE OFFICE CUE
- 制作著作：北海道テレビ

### 過去のスタッフ
- 撮影：坂本忠昭、鈴木武司、吉岡雅子
- 音声：末永大輔、近藤佳博、荒川典子、渡邊大智
- 照明：尾迫萌、佐藤優妃
- 照明・大道具：北海道共立
- 音響効果：百石仁（FIXE）
- 収録スタジオデザイン制作：鯨森惣七[35]
- アシスタントディレクター：清水久美子、鹿野俊二、金野衣利子、伊藤大輝、吉川洋子、冨樫翔
- ディレクター：中島敬太郎、本間浩一郎、窪井響、加納潤哉、平尾由佳子、森実高大、小野寺智、大井友美、金野依利子
- チーフディレクター：形部彰
- アシスタントプロデューサー：村上淳彦、藤井雅好
- プロデューサー：福屋渉（当初はディレクター兼務）→品田純

## 使用曲

### 主題歌
| 期間      | 期間       | オープニング                       | エンディング                       |
| --------- | ---------- | ---------------------------------- | ---------------------------------- |
| 2003年1月 | 2004年1月  | BLISS （ポール・ギルバート）       | Driving Rain （Paul McCartney）    |
| 2004年1月 | 2005年4月  | ええねん （ウルフルズ）            | Driving Rain （Paul McCartney）    |
| 2005年5月 | 2007年8月  | 4REST （10-FEET）                  | LINE （smarttail）                 |
| 2007年9月 | 2008年12月 | 4REST （10-FEET）                  | 七色スタイル （smarttail）         |
| 2009年1月 | 2015年1月  | I'm Walking （SERVICE ACE）        | I'm Walking （SERVICE ACE）        |
| 2015年2月 | 2018年1月  | MUSIC LIFE （GLAY)                 | MUSIC LIFE （GLAY)                 |
| 2018年2月 | 2019年3月  | MUSIC LIFE （GLAY）                | ハイタッチ （Rihwa、寺久保エレナ)  |
| 2019年4月 | 2022年2月  | MUSIC LIFE （GLAY)                 | MUSIC LIFE （GLAY)                 |
| 2022年2月 | 現在       | ナックスハリケーン2.0 （TEAM NACS) | ナックスハリケーン2.0 （TEAM NACS) |

### 挿入曲
- Are You Gonna Be My Girl／Jet
- I Only Want To Be With You／Bay City Rollers

など

## オープニング映像
- 初代 (2003年1月 - 12月)

新聞配達員に扮した安田が走るところから始まり、パンダの着ぐるみを着た大泉、魚屋に扮した音尾、トラックに乗った作業員の佐藤、幼稚園の先生姿の森崎が次々とこれを追走し、街中で激しいデッドヒートを展開。ナックス全員が1番の旗に手を掛ける寸前でタイトルが登場する。
このバージョンの収録風景は、番組放送開始前にも番宣CMとしてオンエアされた他、番組初回のスタジオトークでもOP映像にて展開されたレースの勝敗について言及されている。
- 2代目 (2004年1月 - 2005年4月)

一面の銀世界の中、5人が雪合戦をしている様を主体としており、大泉→佐藤→安田→森崎→音尾の順で、雪玉がぶつけられるのに合わせて紹介カットを挿入。最後に雪玉の直撃で弾き飛ばされた音尾がクジラに飲み込まれたところで番組タイトルが表示される。
森崎のMCによる番組1周年記念企画「オープニングリニューアルバトル」（2003年12月 - 2004年1月、DVD第2滴収録）を受けてリニューアルされたものである。森崎を除く4人が各々札幌の映像制作の専門学校生とチームを組み、それぞれが異なる手法やアプローチでOP映像を製作。視聴者やテーマ曲「ええねん」を手がけたウルフルズによる投票の結果、音尾のチームが製作したオールCGアニメーションの映像が採用された。
- 3代目 (2005年5月 - 2008年12月)

メンバー各人の、番組内でのキャラクターをフィーチャーした映像となっており、音尾（鬼コーチ音尾）→安田（マッドサイエンティスト安田）→大泉（大泉キャプテン）→シゲ（シゲっくん）→森崎（かお刑事）の順で紹介。最後に森崎の股に♂マークが突き刺さり、画面左上に消えていくと同時に、右からタイトルロゴが転がるように現れて表示される。
- 4代目 (2009年1月 - 2015年1月)

宇宙がテーマとなっており、森崎→安田→戸次→大泉→音尾の順番で紹介カットが表示される度、各人の顔が宇宙人のようなキャラクターに変化していく演出が盛り込まれている。
OP映像の企画・製作は室蘭出身のイラストレーター・鯨森惣七によるもので、この他にも同時期にリニューアルされた番組タイトルロゴや、収録スタジオのデザインにも携わっている。
- 5代目 (2015年2月 - 2022年2月)

メンバー全員が乗り込んだ1台のワゴンが街中や海上を走行し、最後に崖から落下したところでパラシュートが展開、合わせてメンバー全員によるコールと共にタイトルロゴが表示される。これら一連のアニメーションの合間に、運転席の音尾と助手席の大泉→後部座席の森崎、安田、戸次の順でメンバー紹介が行われる。また、映像をスローモーションにすると、名前のテロップが出る直前にメンバーの顔がこれまでの番組内でのシーンの表情やキャラクターメイクの顔になり、連続で変わっていく様子が確認できる。なお、撮影に使用されたワゴンは、ヒロ福地の私物である。
アニメーション製作は本番組の他、HTB制作の番組の放送用美術素材の製作を数多く手がけるBgBeeが担当。「仲良く、そして崖から落ちそうになってもずっと一緒に、いつまでも5人で笑っていきましょう」という、番組スタッフのメッセージが込められたものとなっている。
- 6代目 (2022年2月 - 2023年5月)

テーマはFUTURE（未来）。タイムマシンに乗ったTEAM NACSが2057年に行くという設定。
TEAM NACS主演によるフェイクドキュメンタリー『がんばれ!TEAM NACS』（WOWOW）の最終話にて、サカナクションの山口一郎が2004年にリリースされた「ナックスハリケーン」をリミックスし、制作された「ナックスハリケーン2.0」が、テーマ曲として使用されている。
- 7代目（2023年6月 - 現在）

## DVD・Blu-ray
2010年より、2003年から各年ごと（2008年以降は各年、前期と後期に分かれている）の名場面を集めた「傑作選」DVD（第7弾まで）・Blu-ray（第8弾以降）と2016年より、全国放送特別編のDVD・Blu-rayを発売。

### 傑作選
「第1滴」など回数を「滴」を使って表している。
第1滴
- 封入特典：ポスター、特製ステッカー
- 予約特典：ポストカードセット

| 2010年11月19日発売    | 2010年11月19日発売                     | 放送日                            | 企画発案者 |
| --------------------- | -------------------------------------- | --------------------------------- | ---------- |
| 第1滴〜2003年傑作選〜 | おかずササエさん                       | 2003年1月31日、2月7日             | 音尾琢真   |
| 第1滴〜2003年傑作選〜 | アントン安田の格闘万歳                 | 2003年2月14日、21日               | 安田顕     |
| 第1滴〜2003年傑作選〜 | ハンサム佐藤のラストシャッターチャンス | 2003年2月28日、3月7日             | 戸次重幸   |
| 第1滴〜2003年傑作選〜 | 南国リゾート満喫バトル                 | 2003年3月28日、4月4日、11日、18日 | 大泉洋     |
| 第1滴〜2003年傑作選〜 | 鬼コーチ音尾の春の大運動会             | 2003年5月9日、30日、6月6日        | 音尾琢真   |
| 第1滴〜2003年傑作選〜 | ハヤシPのCM制作バトル                  | 2003年6月27日、7月4日             | 大泉洋     |
| 第1滴〜2003年傑作選〜 | 生霊安田の心霊写真対決                 | 2003年8月8日、15日                | 安田顕     |
| 第1滴〜2003年傑作選〜 | しぼれ! 飲め! 闘え!夏の牧場バトル      | 2003年8月22日、29日               | 森崎博之   |
| 第1滴〜2003年傑作選〜 | 安田顕のブラジル旅行記                 | 2003年10月3日、10日、17日         | なし       |
| 第1滴〜2003年傑作選〜 | おまけ：爆笑オープニングトーク集       | 撮り下ろし                        | なし       |

第2滴
| 2011年11月25日発売    | 2011年11月25日発売                       | 放送日                                  | 企画発案者 |
| --------------------- | ---------------------------------------- | --------------------------------------- | ---------- |
| 第2滴〜2004年傑作選〜 | DISC1                                    |                                         |            |
| 第2滴〜2004年傑作選〜 | 祝 1周年! オープニングリニューアルバトル | 2003年12月5日、12日、19日、2004年1月9日 | 森崎博之   |
| 第2滴〜2004年傑作選〜 | 南国満喫バトル                           | 2003年1月9日、16日、23日、2月6日、13日  | 大泉洋     |
| 第2滴〜2004年傑作選〜 | 大泉洋 はじめてのお歌スペシャル          | 2003年2月20日                           | なし       |
| 第2滴〜2004年傑作選〜 | 鬼コーチ音尾のハナタレ冬の大運動会       | 2003年3月5日、12日                      | 音尾琢真   |
| 第2滴〜2004年傑作選〜 | DISC2                                    |                                         |            |
| 第2滴〜2004年傑作選〜 | 3年ひまわり組森八先生                    | 2003年4月23日、5月7日                   | 森崎博之   |
| 第2滴〜2004年傑作選〜 | 音尾琢真罰ゲームスペシャル               | 2003年5月21日、6月4日                   | なし       |
| 第2滴〜2004年傑作選〜 | かお刑事 森崎のハナタレ警察24時          | 2003年9月10日、17日、10月1日            | 森崎博之   |
| 第2滴〜2004年傑作選〜 | 安田星を脱出せよ! ハナタレ宇宙ウォーズ   | 2003年11月12日、19日                    | 安田顕     |

第3滴
- 封入特典：番組プロデューサー撮り下ろし秘蔵スナップ集

| 2013年1月18日発売     | 2013年1月18日発売                      | 放送日 | 企画発案者 |
| --------------------- | -------------------------------------- | ------ | ---------- |
| 第3滴〜2005年傑作選〜 | DISC1                                  |        |            |
| 第3滴〜2005年傑作選〜 | 沖縄・寝起きドッキリ                   |        | 大泉洋     |
| 第3滴〜2005年傑作選〜 | 脳みそグリグリ記憶力バトルⅡ            |        | 安田顕     |
| 第3滴〜2005年傑作選〜 | シゲ＆音尾の韓国の旅                   |        | なし       |
| 第3滴〜2005年傑作選〜 | かお刑事（デカ）のハナタレ警察24時Ⅱ    |        | 森崎博之   |
| 第3滴〜2005年傑作選〜 | ハヤシＢの視聴率獲得大作戦！           |        | 大泉洋     |
| 第3滴〜2005年傑作選〜 | ハナタレクイズ選手権Ⅱ                  |        | 安田顕     |
| 第3滴〜2005年傑作選〜 | DISC2                                  |        |            |
| 第3滴〜2005年傑作選〜 | 安田＆音尾のアメリカ横断ウルトラツアー |        | 森崎博之   |
| 第3滴〜2005年傑作選〜 | ハナタレダンディズム決定戦             |        | 戸次重幸   |
| 第3滴〜2005年傑作選〜 | ナックス意識調査                       |        | 大泉洋     |
| 第3滴〜2005年傑作選〜 | ハナタレ部屋トーク傑作選               |        | なし       |
| 第3滴〜2005年傑作選〜 | ハナタレジャンボリー                   |        | 森崎博之   |
| 第3滴〜2005年傑作選〜 | ハヤシＢの視聴率獲得大作戦！Ⅱ          |        | 大泉洋     |

第4滴
- 封入特典：TEAM NACS 思い出アルバム、一回相伝！「アチョーの拳」伝承者シール

| 2014年3月28日発売     | 2014年3月28日発売                            | 放送日                               | 企画発案者 |
| --------------------- | -------------------------------------------- | ------------------------------------ | ---------- |
| 第4滴〜2006年傑作選〜 | DISC1                                        |                                      |            |
| 第4滴〜2006年傑作選〜 | 沖縄遠征スペシャルⅡ                          | 2月2日､9日､16日､23日､3月2日          | 大泉洋     |
| 第4滴〜2006年傑作選〜 | 特命係長 安田顕                              | 3月16日､30日､4月6日                  | 安田顕     |
| 第4滴〜2006年傑作選〜 | クイズ音尾自身                               | 3月23日                              | なし       |
| 第4滴〜2006年傑作選〜 | クイズ大泉自身                               | 4月20日                              | なし       |
| 第4滴〜2006年傑作選〜 | アチョーの拳                                 | 4月27日､5月4日､11日                  | 音尾琢真   |
| 第4滴〜2006年傑作選〜 | かお刑事(デカ)のハナタレ警察24時Ⅲ            | 5月18日､25日､6月1日                  | 森崎博之   |
| 第4滴〜2006年傑作選〜 | DISC2                                        |                                      |            |
| 第4滴〜2006年傑作選〜 | ハナタレジャンボリーⅡ                        | 6月8日､15日､22日                     | 森崎博之   |
| 第4滴〜2006年傑作選〜 | ハヤシＴの視聴率獲得大作戦Ⅲ                  | 8月10日､17日､24日､31日               | 大泉洋     |
| 第4滴〜2006年傑作選〜 | 抜き打ち持ち物検査～ハナタレ☆ウォーズⅣより～ | 9月7日、14日、21日                   | 大泉洋     |
| 第4滴〜2006年傑作選〜 | 鬼コーチ音尾の秋の体育祭                     | 9月28日、10月5日､12日                | 音尾琢真   |
| 第4滴〜2006年傑作選〜 | 沖縄遠征スペシャルⅢ                          | 11月9日､16日､23日､30日､12月7日、14日 | 大泉洋     |
| 第4滴〜2006年傑作選〜 | クイズ森崎・安田・佐藤自身                   | 12月21日                             | なし       |

第5滴
- 封入特典：「ハナタレ世界ジャンボリー in UK」スナップ集

| 2015年11月20日発売  | 2015年11月20日発売                     | 放送日                         | 企画発案者 |
| ------------------- | -------------------------------------- | ------------------------------ | ---------- |
| 第5滴〜2007傑作選〜 | DISC1                                  |                                |            |
| 第5滴〜2007傑作選〜 | グルメ戦隊ハナタレンジャー             | 1月18日､25日､2月1日､8日        | 戸次重幸   |
| 第5滴〜2007傑作選〜 | 特命係長 安田顕 2ndシーズン            | 2月15日､22日､3月1日            | 安田顕     |
| 第5滴〜2007傑作選〜 | HONOR成功祈願！ハナタレ東海道五十三次  | 3月8日､15日､22日､29日          | なし       |
| 第5滴〜2007傑作選〜 | ハヤシさんと行く！東京修学旅行         | 4月5日､12日､19日､26日､5月3日   | 大泉洋     |
| 第5滴〜2007傑作選〜 | めざせイギリス！ハナタレジャンボリーIV | 5月3日､10日､17日､24日          | 森崎博之   |
| 第5滴〜2007傑作選〜 | ハナタレ部屋を飾ろう！                 | 6月21日､28日､7月5日            | なし       |
| 第5滴〜2007傑作選〜 | 特命係長 安田顕 3rdシーズン            | 7月12日､26日､8月9日            | 安田顕     |
| 第5滴〜2007傑作選〜 | DISC2                                  |                                |            |
| 第5滴〜2007傑作選〜 | 夏のハナタレ遠足                       | 8月16日､23日､30日              | なし       |
| 第5滴〜2007傑作選〜 | ハナタレ農園秋の収穫祭SP               | 9月6日                         | 森崎博之   |
| 第5滴〜2007傑作選〜 | ハナタレ世界ジャンボリーin UK          | 9月13日､20日､27日､10月4日､11日 | 森崎博之   |
| 第5滴〜2007傑作選〜 | アチョーの拳2                          | 10月11日､18日､25日､11月1日､8日 | 音尾琢真   |
| 第5滴〜2007傑作選〜 | グルメ戦隊ハナタレンジャーII           | 11月15日､22日､29日､12月6日     | 戸次重幸   |
| 第5滴〜2007傑作選〜 | ハナタレ部屋傑作選                     | 撮り下ろし                     | なし       |

第6滴
- 封入特典：「ハヤシTの沖縄満喫スペシャルツアー」スナップ集
- 予約特典：「大泉への寝起きドッキリプラン」フリップ風メモ帳

| 2018年3月30日発売         | 2018年3月30日発売                        | 放送日                                       | 企画発案者 |  |
| ------------------------- | ---------------------------------------- | -------------------------------------------- | ---------- |  |
| 第6滴〜2008傑作選・前編〜 | DISC1                                    |                                              |            |  |
| 第6滴〜2008傑作選・前編〜 | ハヤシTの沖縄満喫スペシャルツアー        | 1月10日､17日､24日､31日､2月7日､14日､21日､28日 | 大泉洋     |  |
| 第6滴〜2008傑作選・前編〜 | DISC2                                    |                                              |            |  |
| 第6滴〜2008傑作選・前編〜 | 奥田民生さんがハナタレ部屋にやって来た！ | 3月6日､13日                                  | なし       |  |
| 第6滴〜2008傑作選・前編〜 | 冬のスピード王決定戦                     | 3月20日､27日､4月3日                          | なし       |  |
| 第6滴〜2008傑作選・前編〜 | 大泉さん誕生日お祝い企画                 | 4月10日､17日､24日                            | なし       |  |

第7滴（ここまではDVD）
- 封入特典：懐かしのナックス幼少写真＆オッサン度測定データ表
- 予約特典：開局40周年特番ナックス用台本＜縮刷コピー版＞

| 2019年2月22日発売         | 2019年2月22日発売                                            | 放送日                | 企画発案者 |  |
| ------------------------- | ------------------------------------------------------------ | --------------------- | ---------- |  |
| 第7滴〜2008傑作選・後編〜 | DISC1                                                        |                       |            |  |
| 第7滴〜2008傑作選・後編〜 | オッサン度No.1は誰だ？O-1グランプリ                          | 5月15日､22日          | なし       |  |
| 第7滴〜2008傑作選・後編〜 | 開局40周年特番ドッキリ舞台裏「シェフ大泉のスープカレー作り」 | 9月18日､25日          | なし       |  |
| 第7滴〜2008傑作選・後編〜 | DISC2                                                        |                       | なし       |  |
| 第7滴〜2008傑作選・後編〜 | 第1回ハナタレ美食ツアー                                      | 10月2日､9日           | なし       |  |
| 第7滴〜2008傑作選・後編〜 | ハナタレ伝説バトル～野球編～                                 | 11月27日､12月4日､11日 | なし       |  |

第8弾（ここからはBlu-ray）
- 封入特典：美食ツアーにおける安田顕の書「丑」
- 初回プレス限定特典：特製クリアファイル（リニューアル時の番宣ポスターデザイン）

| 2019年9月13日発売         | 2019年9月13日発売                                           | 放送日                    | 企画発案者 |
| ------------------------- | ----------------------------------------------------------- | ------------------------- | ---------- |
| 第8滴〜2009傑作選・前編〜 | 前枠（TEAM NACSからのご挨拶）                               | 撮り下ろし(2019年3月収録) | なし       |
| 第8滴〜2009傑作選・前編〜 | 南国パラダイス 沖縄・久米島満喫スペシャルツアー＜前・後編＞ |                           | なし       |
| 第8滴〜2009傑作選・前編〜 | ハナタレ美食ツアー～さぶをよむ～第3弾                       |                           | なし       |
| 第8滴〜2009傑作選・前編〜 | ハナタレ伝説バトル～ボウリング編～                          |                           | なし       |
| 第8滴〜2009傑作選・前編〜 | ゲストトーク／地球ゴージャス・岸谷五朗＆寺脇康文            |                           | なし       |
| 第8滴〜2009傑作選・前編〜 | 後枠（TEAM NACSからのご挨拶）                               | 撮り下ろし(2019年3月収録) | なし       |

第9滴
- 封入特典：メンバー直筆「美食ツアー珍回答」集
- 初回プレス限定特典：「ハナタレ24」メンバーIDカード（ネックストラップホルダー付き）

| 2020年6月26日発売         | 2020年6月26日発売                     | 放送日                    | 企画発案者 |
| ------------------------- | ------------------------------------- | ------------------------- | ---------- |
| 第9滴〜2009傑作選・後編〜 | 前枠（ご挨拶）                        | 撮り下ろし(2020年2月収録) | なし       |
| 第9滴〜2009傑作選・後編〜 | ハナタレ美食ツアー～さぶをよむ～第4弾 |                           | なし       |
| 第9滴〜2009傑作選・後編〜 | ハナタレ1日入門～忍者編～             |                           | なし       |
| 第9滴〜2009傑作選・後編〜 | ハナタレ24 シーズン1 - 4              |                           | なし       |
| 第9滴〜2009傑作選・後編〜 | ハナタレ美食ツアー～さぶをよむ～第5弾 |                           | なし       |
| 第9滴〜2009傑作選・後編〜 | 後枠（ご挨拶）                        | 撮り下ろし(2020年2月収録) | なし       |

第10滴
- 初回プレス限定特典：番組オリジナル「マスクケース」

| 2021年1月29日発売          | 2021年1月29日発売                            | 放送日                      | 企画発案者 |
| -------------------------- | -------------------------------------------- | --------------------------- | ---------- |
| 第10滴〜2010傑作選・前編〜 | 前枠（ご挨拶）                               | 撮り下ろし（2020年9月収録） | なし       |
| 第10滴〜2010傑作選・前編〜 | 放送300回記念 癒しの楽園・宮古島ツアー       |                             | なし       |
| 第10滴〜2010傑作選・前編〜 | 伝説バトル ハナタレ大相撲～春場所～          |                             | なし       |
| 第10滴〜2010傑作選・前編〜 | ハナタレ1日入門～手相占い～                  |                             | なし       |
| 第10滴〜2010傑作選・前編〜 | ハナタレ1日入門～マジシャンへの道～          |                             | なし       |
| 第10滴〜2010傑作選・前編〜 | 後枠（ご挨拶）                               | 撮り下ろし（2020年9月収録） | なし       |
| 第10滴〜2010傑作選・前編〜 | 特典映像「番組グッズ発売告知」               | 2010年1月7日                | なし       |
| 第10滴〜2010傑作選・前編〜 | 特典映像「宮古守くんＴシャツプレゼント告知」 | 2010年1月21日               | なし       |
| 第10滴〜2010傑作選・前編〜 | 特典映像「放送300回記念・前枠」              | 2010年2月4日                | なし       |
| 第10滴〜2010傑作選・前編〜 | 特典映像「放送300回記念・重大発表」          | 2010年2月4日                | なし       |

第11滴
- 先着特典：「ハナタレワゴン」ステッカー

| 2021年5月14日発売          | 2021年5月14日発売                         | 放送日                      | 企画発案者 |
| -------------------------- | ----------------------------------------- | --------------------------- | ---------- |
| 第11滴〜2010傑作選・後編〜 | TEAM NACSからのご挨拶                     | 撮り下ろし（2021年2月収録） | なし       |
| 第11滴〜2010傑作選・後編〜 | ハナタレ伝説バトル～ボウリング編Ⅱ～       |                             | なし       |
| 第11滴〜2010傑作選・後編〜 | いばらのもりDVD発売記念！初心にかえろう！ |                             | なし       |
| 第11滴〜2010傑作選・後編〜 | ハナタレ美食ツアー～さぶをよむ～第6弾     |                             | なし       |
| 第11滴〜2010傑作選・後編〜 | ハナタレ1日入門～バスケットボール編～     |                             | なし       |
| 第11滴〜2010傑作選・後編〜 | チームナックス観察バラエティー ちょいのり |                             | なし       |
| 第11滴〜2010傑作選・後編〜 | お別れのご挨拶                            | 撮り下ろし（2021年2月収録） | なし       |

第12滴
- 先着特典：これであなたもマジシャン！　すぐに使えるマジック用ジャンボカード（2枚）

| 2021年11月19日発売         | 2021年11月19日発売                         | 放送日                      | 企画発案者 |
| -------------------------- | ------------------------------------------ | --------------------------- | ---------- |
| 第12滴〜2011傑作選・前編〜 | Opening Message                            | 撮り下ろし（2021年8月収録） | なし       |
| 第12滴〜2011傑作選・前編〜 | 魅川憲一郎と行く！ディープな沖縄満喫ツアー |                             | なし       |
| 第12滴〜2011傑作選・前編〜 | ハナタレ1日入門 マジシャンへの道2          |                             | なし       |
| 第12滴〜2011傑作選・前編〜 | ハナタレ1日入門 重機操縦士への道           |                             | なし       |
| 第12滴〜2011傑作選・前編〜 | Ending Message                             | 撮り下ろし（2021年8月収録） | なし       |

第13滴
- 先着特典：日本ドミノ協会公認 番組ロゴ入りオリジナルドミノ牌（1個）

| 2022年3月25日発売          | 2022年3月25日発売                                        | 放送日         | 企画発案者 |  |
| -------------------------- | -------------------------------------------------------- | -------------- | ---------- |  |
| 第13滴〜2011傑作選・後編〜 | ハナタレ1日入門 競馬で予算倍増計画                       |                | なし       |  |
| 第13滴〜2011傑作選・後編〜 | ハナタレ伝説バトル 10000個のドミノを倒せ！               |                | なし       |  |
| 第13滴〜2011傑作選・後編〜 | ハナタレ美食ツアー第7弾 翠山亭倶楽部定山渓編             |                | なし       |  |
| 第13滴〜2011傑作選・後編〜 | DVD第2滴発売記念スペシャル！「幻のシゲっくんカレンダー」 | 2011年11月24日 | なし       |  |
| 第13滴〜2011傑作選・後編〜 | DVD第2滴発売決定告知                                     | 2011年8月25日  | なし       |  |
| 第13滴〜2011傑作選・後編〜 | DVD第2滴予約特典紹介告知                                 | 2011年11月17日 | なし       |  |

第14滴
＊ 先着特典：沖縄の思い出を刻む「特製アイロンプリントシール」
| 2022年9月30日発売          | 2022年9月30日発売                                               |
| -------------------------- | --------------------------------------------------------------- |
| 第14滴〜2012傑作選・前編〜 | はじめのご挨拶(2022年6月収録)                                   |
| 第14滴〜2012傑作選・前編〜 | 中沢初絵といく！ディープな沖縄満喫ツアー                        |
| 第14滴〜2012傑作選・前編〜 | 放送400回記念スペシャル チームナックス観察バラエティちょいのり2 |
| 第14滴〜2012傑作選・前編〜 | ハナタレ伝説バトル スノーラリー対決                             |
| 第14滴〜2012傑作選・前編〜 | 特別企画 演劇ユニットTEAMNACSの真実〜WARRIOR舞台稽古に密着〜    |
| 第14滴〜2012傑作選・前編〜 | 終わりのご挨拶(2022年6月収録)                                   |

第15滴
- 初回封入特典  紙製コースター

| 2023年3月25日発売          | 2023年3月25日発売                      |
| -------------------------- | -------------------------------------- |
| 第15滴〜2012傑作選・後編〜 | はじめのご挨拶(2022年12月収録)         |
| 第15滴〜2012傑作選・後編〜 | ハナタレ 春の宴会企画 ハナタレ一問一答 |
| 第15滴〜2012傑作選・後編〜 | 帰れま2                                |
| 第15滴〜2012傑作選・後編〜 | 美食ツアー2012                         |
| 第15滴〜2012傑作選・後編〜 | DVD第3滴発売記念 7年前の己を越えろ     |
| 第15滴〜2012傑作選・後編〜 | 終わりのご挨拶(2022年12月収録)         |

第16滴
| 2023年12月22日発売         | 2023年12月22日発売                         |
| -------------------------- | ------------------------------------------ |
| 第16滴〜2013傑作選・前編〜 | 番組10周年記念！企画会議                   |
| 第16滴〜2013傑作選・前編〜 | オナラで「運命」演奏                       |
| 第16滴〜2013傑作選・前編〜 | 沖縄日帰り弾丸ツアー                       |
| 第16滴〜2013傑作選・前編〜 | チームナックス観察バラエティー ちょいのり3 |

2017年
| 2017年9月1日発売                                                      | 2017年9月1日発売                                                      | 放送日                    |
| --------------------------------------------------------------------- | --------------------------------------------------------------------- | ------------------------- |
| ハナタレナックスEX 2017 「世界遺産・知床をゆく チームナックス 5人旅」 | ハナタレナックスEX 2017 「世界遺産・知床をゆく チームナックス 5人旅」 | 2017年2月12日、16日、23日 |
| ハナタレナックスEX 2017 「世界遺産・知床をゆく チームナックス 5人旅」 | 映像特典：番組CM集                                                    | -                         |

2018年（DVD・Blu-ray同時発売）
- 封入特典：小樽メモリアルフォトカード
- 予約特典：番組特製　小樽ロケ地マップ

| 2018年11月28日発売                                                            | 2018年11月28日発売                                                            | 放送日       |
| ----------------------------------------------------------------------------- | ----------------------------------------------------------------------------- | ------------ |
| ハナタレナックスEX 2018 「チームナックスとゆく 北海道美食めぐりの旅 in 小樽」 | ハナタレナックスEX 2018 「チームナックスとゆく 北海道美食めぐりの旅 in 小樽」 | 2018年2月4日 |
| ハナタレナックスEX 2018 「チームナックスとゆく 北海道美食めぐりの旅 in 小樽」 | 映像特典：記者会見 in 東京 手作りプレゼント当選者抽選会                       | -            |

2019年（DVD・Blu-ray同時発売）
- 封入特典：大通公園でLOVEな写真 プリントシール
- 初回プレス特典：すごろく盤シート・組立てコマ＆サイコロ

| 2020年4月17日発売                                                                 | 2020年4月17日発売                                                                 | 放送日        |
| --------------------------------------------------------------------------------- | --------------------------------------------------------------------------------- | ------------- |
| ハナタレナックスEX 2019 「ニッポンが行きたい北海道 ドキドキ！札幌すごろくツアー」 | ハナタレナックスEX 2019 「ニッポンが行きたい北海道 ドキドキ！札幌すごろくツアー」 | 2019年2月10日 |
| ハナタレナックスEX 2019 「ニッポンが行きたい北海道 ドキドキ！札幌すごろくツアー」 | 映像特典：全国特番直前！ドキドキ！すごろくトーク                                  | -             |